# Patrick Vieira
Pour les articles homonymes, voir Patrick Vieira (football, 1992) et Vieira.
Patrick Vieira, né le 23 juin 1976 à Dakar (Sénégal), est un footballeur international français reconverti entraîneur. Il est l'actuel entraîneur du Genoa CFC.
Il débute en professionnel à l'AS Cannes. Parti à l'AC Milan en 1995, dès l'âge de 19 ans, Arsène Wenger le remet sur les rails à Arsenal après une année quasi blanche chez les Rossoneri. Patrick Vieira passe neuf saisons à Londres où il joue chaque année le titre de champion et stabilise le club au haut niveau. De 1997 à 2005, il se hisse systématiquement sur les deux premières places du classement. Après deux doublés coupe-championnat d'Angleterre en 1998 et 2002, il remporte le championnat 2004 en restant invaincu. En 2000, Arsenal se hisse en finale de la Coupe UEFA. En 2005, après un dernier succès en Coupe d'Angleterre, il rejoint la Juventus FC avec qui il est sacré champion d'Italie avant le Calciopoli. Patrick Vieira se tourne alors vers l'Inter Milan, pour trois saisons et demi où il remporte quatre titres de champion. En janvier 2010, il rebondit à Manchester City où il remporte une dernière Coupe d'Angleterre avant d'y entamer sa reconversion comme entraîneur.
Champion du monde 1998, champion d'Europe 2000 et vainqueur de la coupe des confédérations 2001, Vieira est un joueur majeur du milieu de terrain de l'équipe de France des années 2000. Jamais avare d'efforts, il voit cependant sa carrière se ternir au fil des années, sa blessure en finale de la Coupe du monde 2006 perdue dans la confusion face à l'Italie sonne comme le déclin de sa carrière en bleu. Présent à l'Euro 2008, il ne peut déjà pas y participer à cause d'une blessure trop longue à guérir. Finalement non retenu par le sélectionneur Raymond Domenech pour la Coupe du monde 2010, Vieira s'arrête à 107 sélections internationales dont 21 comme capitaine et six buts.
Jeune retraité des terrains, Patrick Vieira prend d'abord un rôle d'ambassadeur puis de responsable du développement de Manchester City en Angleterre et à l’étranger. Pour la saison 2013-2014, il est nommé entraîneur de l'équipe réserve (U21) du club. Il est nommé entraîneur de l'OGC Nice en 2018, après avoir occupé le poste d’entraineur de l’équipe de football de New York City FC. Il est démis de ses fonctions à l’OGC Nice en 2020, à la suite de l’élimination des Aiglons lors de la Ligue Europa 2020-2021 et une cinquième défaite de rang toutes compétitions confondues.

## Biographie

### Débuts et formation
Patrick Vieira grandit à la Sicap-Liberté, à l'écart des tumultes de la capitale Dakar. Sa famille, dont le grand-père Alvez est originaire du Cap-Vert, est tenue par Rose, sa mère. Son père Jacob, étudiant gabonais, quitte la famille très tôt. En 1984, dans le sillage d'un de ses oncles Jean-Pierre, Rose arrive en France en compagnie de ses deux fils Nicko et Patrick, qui a huit ans.
La famille s'installe à Trappes et Patrick s'inscrit dans le club de football local. En 1985, elle déménage à Dreux où la mère a trouvé un nouvel emploi. Le jeune joueur s'adonne une nouvelle fois à sa passion et intègre le Dreux FC en pupilles première année. D'un naturel calme, l'adolescent grandit trop vite, souffre des tendons et adopte des semelles. À treize ans, il mesure déjà près d'1,80 m et veut déjà devenir footballeur professionnel. Évoluant comme meneur de jeu, il peut passer attaquant lorsque son équipe doit marquer. De cette manière, il permet d'égaliser dans un match capital pour la montée en Cadets nationaux contre l'AAJ Blois. Ses performances lui offrent de nombreuses sélections régionales et l'ambition d'aller voir plus haut. Nancy et le FC Nantes se manifestent mais c'est le FC Tours qui récupère Vieira. Quand il rejoint la Juventus à l'été 2005 pour 20 millions d'euros, le FC drouais empoche 200 000 € au titre des droits de formation.

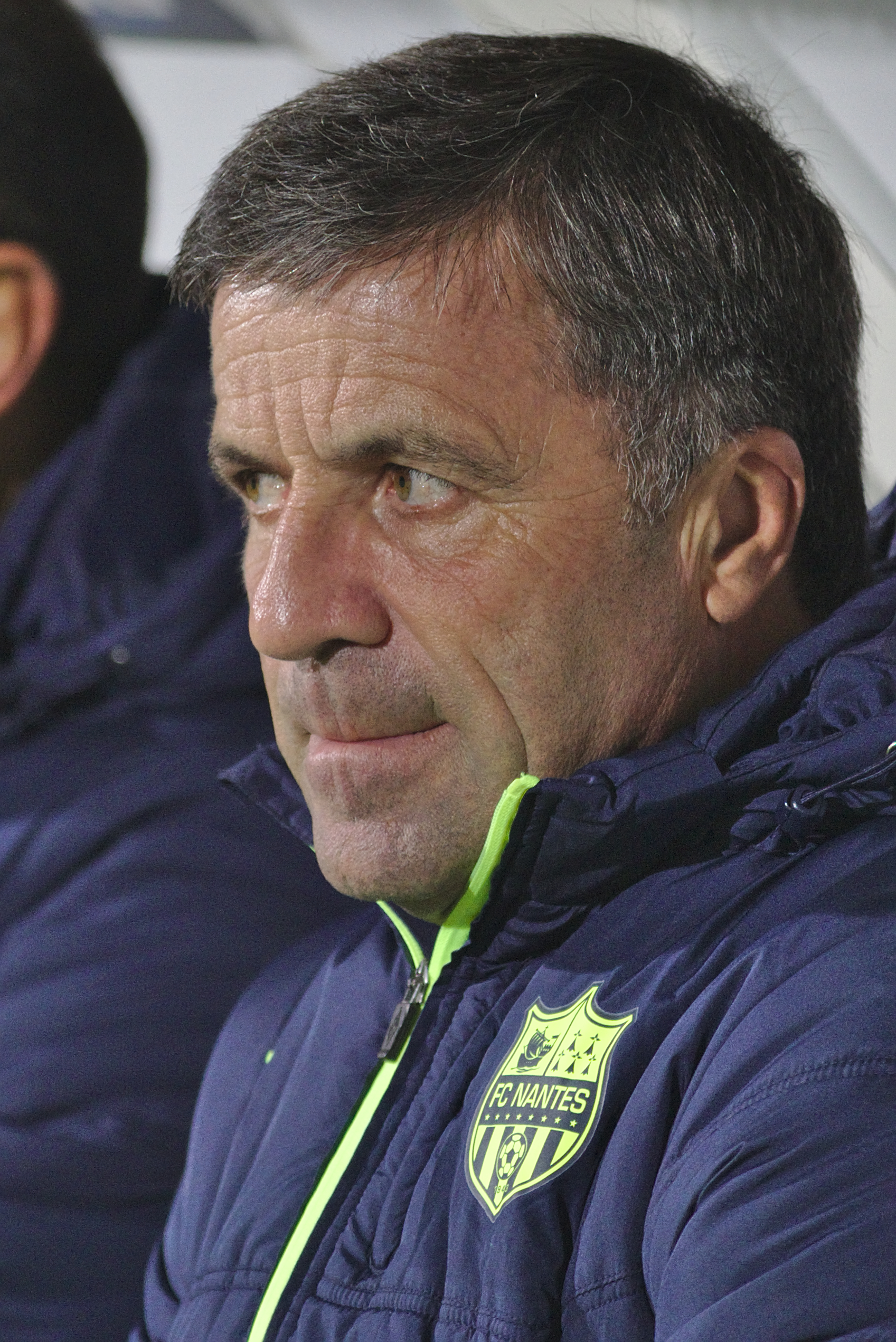
Loïc Amisse le repère pour le FC Nantes, en vain.

En 1991, il intègre le FC Tours alors qu'il mesure déjà 1,88 m pour 68 kg. Philippe Leroux, CTR à la Ligue du Centre, son éducateur et futur entraîneur principal tourangeau, ne le voit pas comme un grand espoir mais son sens du jeu fait rapidement merveille. Lors de son passage à Tours, Patrick Vieira est un temps observé par Loïc Amisse, superviseur de jeunes joueurs pour le FC Nantes. Amisse fait remonter l'information à Robert Budzynski, le directeur sportif, mais le FCNA décide de ne pas le recruter. Leroux le replace comme milieu de terrain défensif pour qu'il puisse exprimer tout son potentiel. Mais deux ans après son arrivée, le FCT dépose le bilan. Grâce à Richard Bettoni, l'AS Cannes récupère Vieira. Guy Lacombe, directeur du centre de formation tient l'information de Jean-François Jodar, entraîneur national. Vieira n'est alors pas international juniors mais est observé par l'encadrement national.

### Carrière de joueur

#### AS Cannes puis AC Milan (1993-1996)

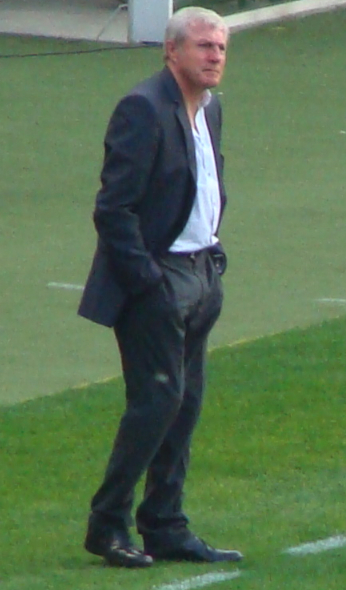
Luis Fernandez fait rapidement débuter Vieira en D1.

Patrick Vieira ne reste que cinq mois en équipe juniors chez l'AS Cannes, Luis Fernandez le prend dans le groupe professionnel. Le 20 novembre 1993, Patrick Vieira dispute son premier match de première division à Nantes (0-0),. L'adolescent de dix-sept ans est titularisé par Fernandez qui lui confie en plus le brassard de capitaine. Dans la semaine qui suit, Vieira rencontre une première fois celui qui deviendra son agent, Marc Roger. Pape Diouf, qui arrête sa carrière de journaliste pour devenir agent de joueur, cherche également à attirer le jeune milieu de terrain. Le feeling passe bien avec Roger, au point que Vieira devient le parrain de sa fille en 1998. Lors de la négociation de son contrat professionnel avec Francis Borelli, le président cannois, celui-ci accorde au joueur un plus gros salaire que celui demandé par son agent accompagné d'une Suzuki Vitara qui le fait rêver.
Pour la saison 1994-1995, Safet Sušić en fait un titulaire dans le milieu et capitaine de l’AS Cannes, alors qu’il n’a que 19 ans. Il joue aux côtés de Franck Durix, Kader Ferhaoui et Johan Micoud. Cannes joue la Coupe UEFA et élimine lourdement Fenerbahçe au premier tour (9-1 sur les deux matchs avec un but de Vieira). Il est promis à un grand avenir et un reportage sur Téléfoot achève de le faire découvrir au grand public. Lors de cette saison, il remporte la Coupe Gambardella avec l'équipe juniors sous les ordres de Guy Lacombe et aux côtés d'autres futurs joueurs professionnels comme Lilian Compan et Patrick Barul.
Lorsque la saison 1995-1996 débute, la situation financière de l'ASC est catastrophique et le transfert de l'international espoirs devient indispensable. Les surenchères font monter les têtes des dirigeants, le FC Barcelone et Manchester United se manifestent. En novembre 1995, Patrick Vieira rejoint l'AC Milan après de longues semaines à parlementer. Plusieurs personnes sont mêlées à cette intervention dont plusieurs agents et la mairie de Cannes. Marc Roger, jusque-là tenu à l'écart de toute discussion, prend connaissance du dossier et dit à Patrick Vieira de venir chez lui à Paris et de ne plus s'entraîner avec l'AS Cannes. Depuis la capitale, Vieira et son agent reçoivent les dirigeants milanais, déchirent le premier contrat signé et redémarrent les négociations à zéro. Après une dizaine de jours, Milan accepte de verser 32 millions de francs à l'ASC (4 M€) et Vieira voit son salaire de 30 000 francs tripler.
L'AC Milan de Fabio Capello obtient donc la signature d'un joueur dès novembre, sans avoir à attendre la fin de la saison 1995-1996. Mais, avec Desailly et Albertini, Capello a déjà son milieu de terrain et Vieira se contente de bouts de matchs. Six en tout et pour tout, dont seulement deux en Serie A et le fameux Bordeaux–Milan en quart-de-finale retour de la Coupe UEFA qui voit les Français éliminer les Italiens (3-0),. En dépit du titre de champion du Milan, Vieira est heureux de toujours être appelé en sélection espoirs par Raymond Domenech notamment pour les JO d'Atlanta. Durant l'été 1996, l'Ajax Amsterdam et le club italien tombe d'accord autour de 32 millions de francs et ce dernier demande au joueur, qui est contre ce transfert, de négocier avec les Hollandais. La transaction ne se fait pas mais Vieira veut quitter Milan. Non retenu par le club lombard et repéré lors d'un match de pré-saison, Vieira rejoint Arsenal et son nouvel entraîneur Arsène Wenger.

#### Capitaine d'Arsenal (1996-2005)

##### Rapidement indispensable (1996-2000)

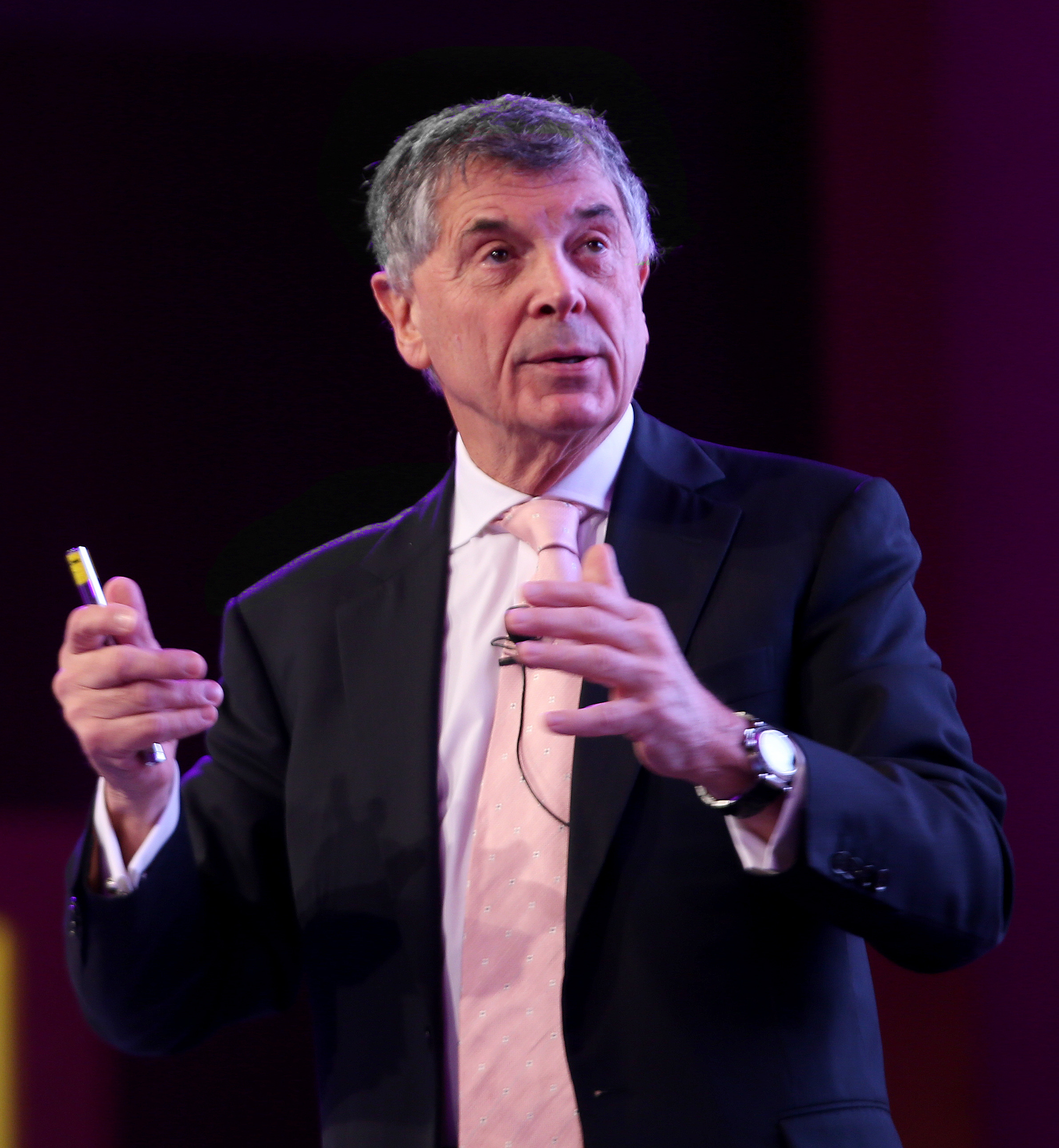
Un seul rendez-vous avec David Dein lui suffit pour s'engager à Arsenal.

Le joueur préfère rejoindre le championnat anglais dont il sait qu'Arsenal le suit. Un seul rendez-vous suffit pour tomber d'accord avec David Dein, vice-président du club londonien. Il touche environ 350 000 francs par mois, soit un peu plus qu'à Milan.
À peine arrivé à Londres, Pat Rice le lance aussitôt en Premier League face à Sheffield Wednesday, le 16 septembre 1996, où il entre en jeu en remplaçant Ray Parlour. Arsenal s'impose ce jour-là par quatre buts à un. Dans un championnat taillé à sa mesure où le duel physique est roi, au sein du club idéal pour lui, il s'épanouit et progresse comme milieu récupérateur-relanceur. Vieira débarque dans une autre équipe mythique, au milieu de stars comme Dennis Bergkamp, Tony Adams ou David Seaman. Il n’est pas le seul français de l’équipe et peut compter sur Rémi Garde et Nicolas Anelka. Titulaire indiscutable au milieu de terrain, il se fait rapidement adopter par les supporters qui apprécient son engagement. Vieira devient tout de suite titulaire indiscutable avec 38 rencontres pour deux buts toutes compétitions confondues tout en réussissant à se faire adopter par les supporters qui apprécient son engagement sur le terrain. En effet, l'ancien Milanais n'est pas tendre sur le terrain ce qui lui vaut quelques cartons rouges. Sa première année chez les Gunners se conclut par une troisième place en Premier League (trois clubs seconds à 68 points) et une élimination en coupe UEFA dès les 32èmes de finale à la suite de la défaite 6-4 score cumulé contre le Borussia Mönchengladbach.

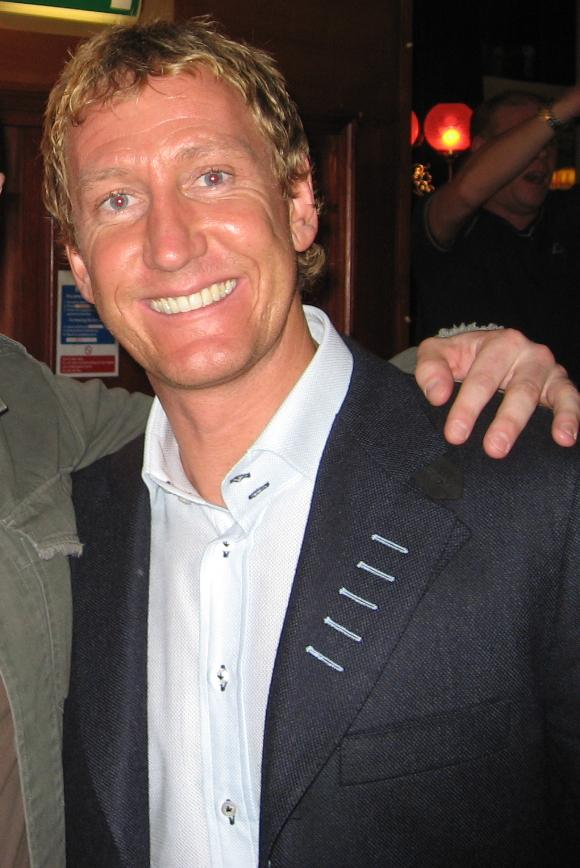
Vieira évolue dans l'entrejeu avec Petit et Parlour (ici en 2006).

Taulier du milieu de terrains, avec Ray Parlour et Emmanuel Petit, fraichement arrivé, « Pat » remporte un historique doublé Coupe-Championnat en 1998. Garde, Petit, Grimandi et Anelka s'adjugent la Coupe en venant à bout de Newcastle United en finale (en) sur le score de 2-0. Le seul bémol de la saison pour Arsenal est son élimination en coupe UEFA dès les 32eme de finale, pour la seconde année consécutive, à la suite de sa défaite 2-1 score cumulé contre PAOK Salonique.
Pour l'exercice 1998-1999, l'ancien Cannois et ses coéquipiers tiennent bien leur rang en réalisant une belle année mais sans remporter le moindre trophée du fait qu'ils finissent seconds en Premier League à un point de Manchester United et chutent en demi-finales de la Coupe contre « ManU » à la suite d'un match rejoué (0-0 puis 2-1). En Ligue des champions, les Gunners ne réussissent pas à se qualifier pour les quarts de finale à la suite de leur troisième dans le groupe E.
Rejoints par Thierry Henry et Davor Suker, Vieira et Arsenal effectuent une nouvelle belle saison mais sont encore bredouilles à l'issue de la saison 1999-2000, à la suite de leur seconde position en championnat. En coupe d'Europe, les Anglais sont repêchés en coupe UEFA à la suite de leur troisième place dans le groupe B lors de la première phase de groupes de la Ligue des Champions. Ils perdent en finale aux tirs au but contre Galatasaray, où Vieira rate sa tentative, après un 0-0 final après prolongations,. Souvent provoqué par ses adversaires et dans le collimateur des arbitres, Vieira reçoit plusieurs cartons rouges en Angleterre et émet même le souhait de quitter le pays en août 2000 avant de se raviser.

##### Nombreux titres avant de quitter Arsenal (2000-2005)
Pendant l'été 2000, l'ancien du Milan AC voit arriver deux nouveaux « Frenchies » avec Robert Pirès et Sylvain Wiltord bien que son compère de l'axe du milieu de terrain, Petit, rejoint le FC Barcelone. Les Gunners sont pour la troisième année consécutive les dauphins de Manchester United en championnat, tout en perdant la finale (en) de la Coupe contre le Liverpool FC (2-1). Vieira et l'équipe réalisent un parcours honorable en Ligue des champions en atteignant les quarts de finale perdus contre Valence CF, futur finaliste (2-2 score cumulé).
Les Londoniens sont les grands gagnants de l'année 2001-2002 en réalisant le doublé coupe-championnat avec sept points d'avance sur Liverpool et aux dépens du Chelsea FC (2-0). En parallèle des deux titres conquis, les joueurs d'Arsenal ne peuvent atteindre les quarts de finale de la Ligue des champions du fait qu'ils ne finissent que troisième du groupe D lors de la seconde phase.
En 2002-2003, pour pouvoir conserver leur titre national, Vieira et ses partenaires doivent lutter contre Manchester United mais sont obligés de baisser pavillon puisqu'ils ne terminent que deuxièmes à cinq points de leur rival. Par contre, les Gunners récidivent en Coupe en battant en finale (en) Southampton FC (1-0). En Ligue des champions, le club anglais bute une nouvelle fois aux portes des quarts de finale comme l'année précédente.

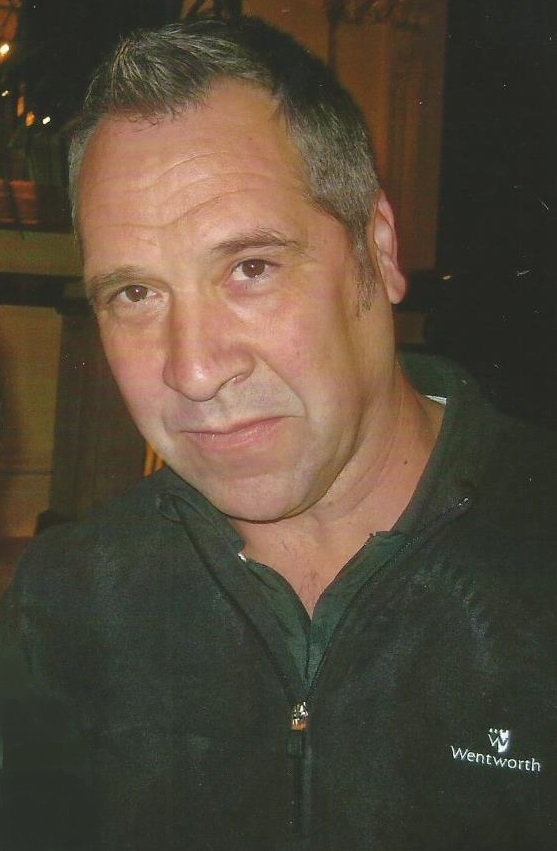
Vieira prend le brassard de capitaine à la suite de David Seaman (ici en 2012).

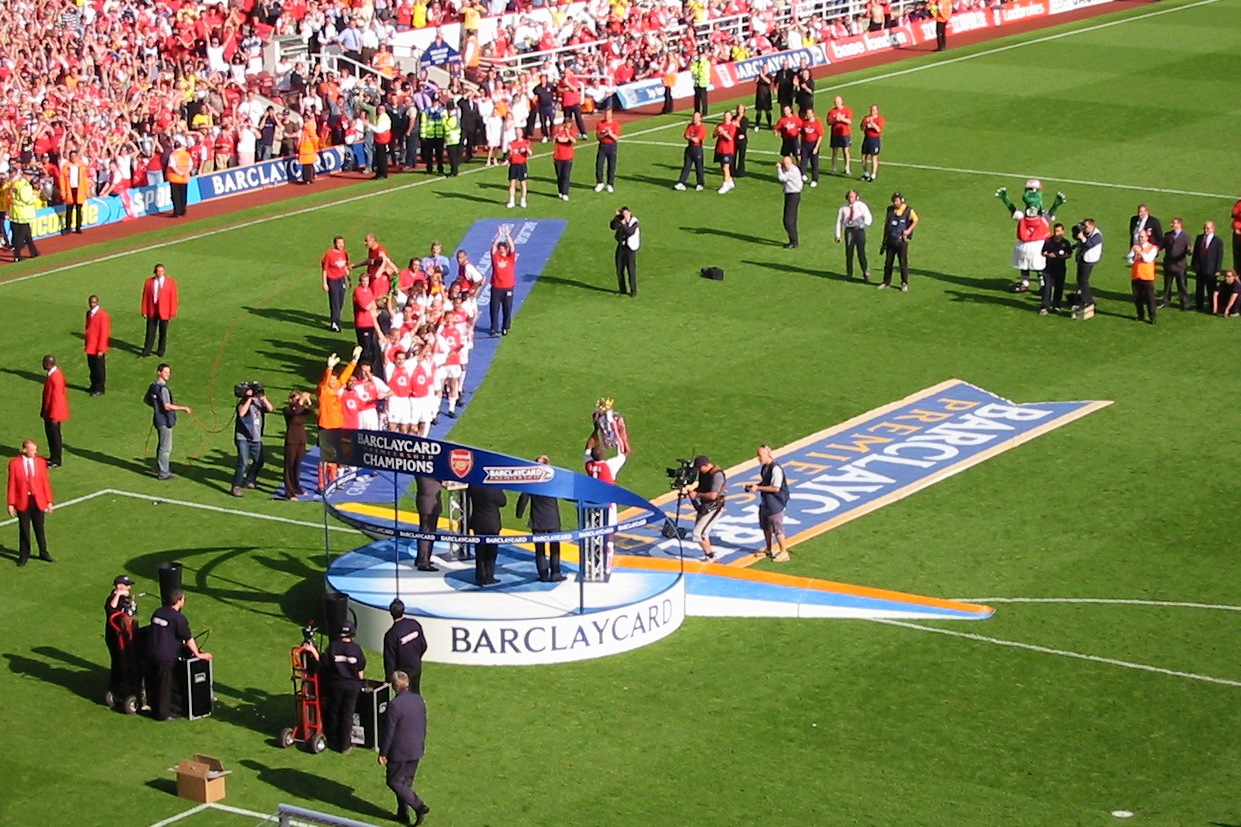
Vieira présente le trophée de Premier League 2004.

À l'aube de la saison 2003-2004, Wenger nomme Patrick capitaine d'Arsenal en lieu et place de David Seaman, parti à Manchester City, et devient le second capitaine étranger des Canonniers (après Rémi Garde en 1996). C'est en chef de file qu'il emmène ses coéquipiers dans son sillage pour réaliser un championnat unique où son équipe est sacrée reine d'Angleterre avec onze points d'avance sur Chelsea, les meilleures défenses (26) et attaques (73), aucune défaite et surtout le record d'invincibilité en Premier League établi à 49 matchs d'affilée. Tout cela vaut aux joueurs d'être surnommés « The Invincibles ». En parallèle, le natif de Dakar et ses partenaires chutent en demi-finales de la Coupe contre Manchester United (1-0) et atteignent les quarts de finale de la Ligue des champions perdus 3-2 score cumulé contre Chelsea. À l'été 2004, Vieira est pisté par le Real Madrid mais le joueur hésite trop longtemps : « Le manque de reconnaissance à l’égard de Claude Makelele, ça me faisait peur, j’avais peur que ça se retourne contre moi à un moment donné. Mais j’aurais dû y aller »,.
Alors il repart pour une nouvelle campagne avec Arsenal et là, en tant que capitaine, il soulève son deuxième trophée du fait que les Gunners s'adjugent la Coupe aux tirs au but contre Manchester United (0-0 tab). Les Londoniens se comportent honorablement en championnat avec une place de dauphins à douze points de Chelsea tout en ayant la meilleure attaque (87) sans oublier le huitième de finale en Ligue des champions perdu 3-2 score cumulé contre le Bayern Munich. Après neuf ans passés à Arsenal, Patrick Vieira a trente ans et, fidèle à sa politique, le club londonien ne lui propose qu’une année de prolongation. Outre lors de son premier exercice, avec Arsenal, Vieira termine toujours champion ou vice-champion d'Angleterre.

#### L'Italie avec la Juventus FC puis l'Inter Milan (2005-2010)

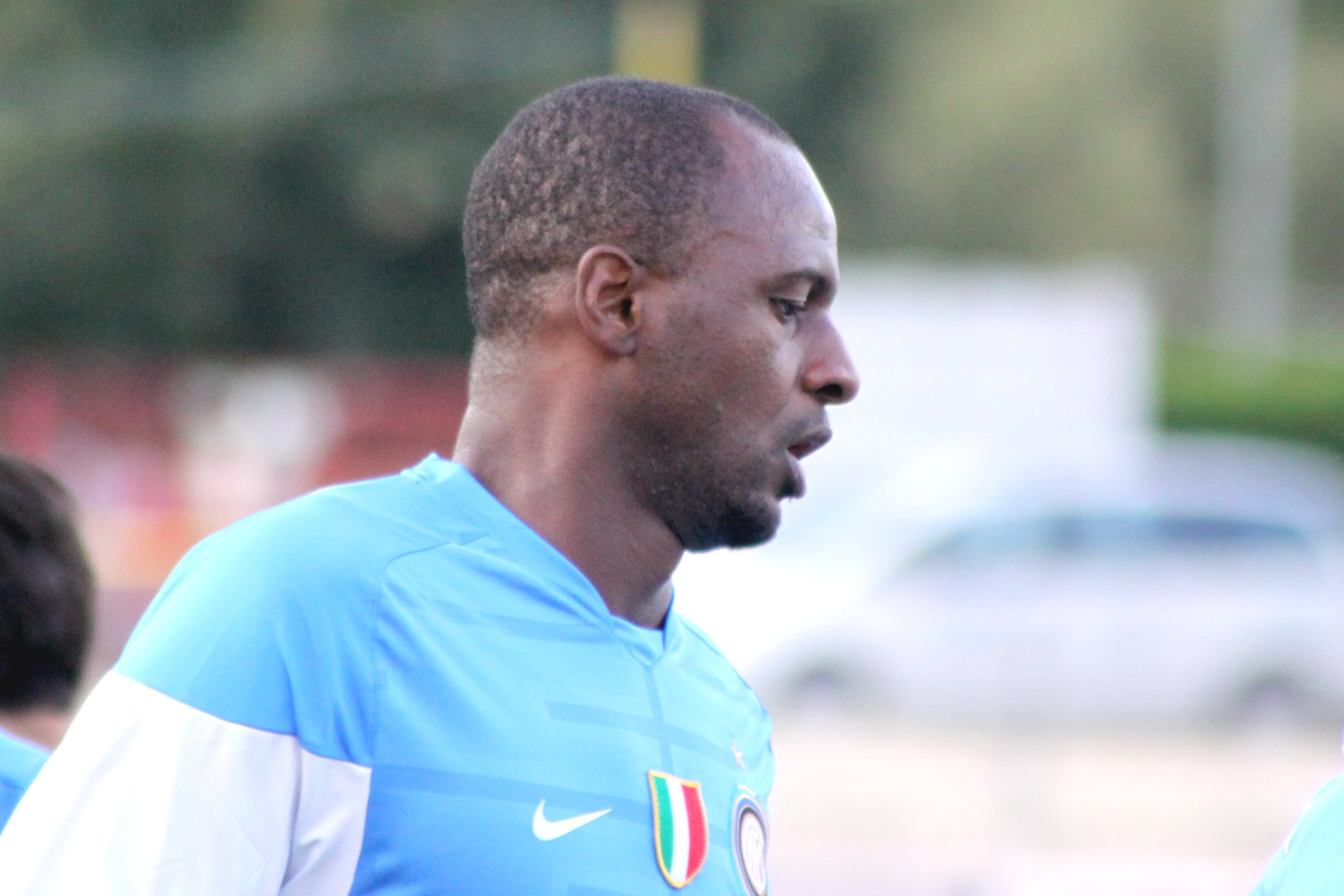
Vieira joue à l'Inter Milan de 2006 à 2010.

En 2005, Patrick Vieira, devenu capitaine des Bleus, rejoint la Juventus et les autres Français de l'équipe, Lilian Thuram, Jonathan Zebina et David Trezeguet, pour cinq ans et un montant de vingt millions d'euros. Il découvre un nouveau championnat et s'adapte parfaitement à son nouvel environnement, même si des pépins physiques à répétition commencent à se faire sentir. Il inscrit son premier but dès sa troisième apparition sous ses nouvelles couleurs, lors d'un match de Serie A contre l'Empoli FC remporté par la Juventus le 11 septembre 2005 (0-5 score final). Vieira se montre de nouveau décisif en marquant un but le 21 septembre suivant, contre l'Udinese Calcio, en championnat. Il permet à son équipe de s'imposer en étant l'unique buteur de la rencontre ce jour-là. La Juve termine première du championnat mais, peu avant la fin de la saison, éclate le scandale du Calciopoli, mettant en cause les dirigeants turinois. Dépossédé de son titre, la Juve est également reléguée en Série B.
Vieira ne reste pas et signe à l’Inter Milan. Il y reste trois saisons et demi sans s’imposer sur la durée, la faute à un physique de plus en plus incertain. L’Inter succède à la Juve et garnit son palmarès de trois nouveaux titres de champion. Il signe un doublé pour son premier match en Supercoupe d'Italie face à l'AS Rome (4-3 ap). Mais il enchaîne ensuite deux exclusions en cinq matches.
Vieira connaît une saison 2007-2008 difficile, pourrie par les blessures. Il ne joue que seize matches de championnat. Au début de cette saison, Vieira ne joue pratiquement qu'avec l'équipe de France, provoquant la colère de l'Inter, avant de retourner à l'infirmerie pour une douleur à une cuisse. Mi-septembre, il est aligné en sélection mais il sort à la 69e minute. Vieira s'abonne alors à l'infirmerie, renonçant aux matches de Ligue des champions. Le joueur n'a alors toujours pas évolué en Serie A cette saison, seulement 67 minutes en Supercoupe d'Italie. Vieira doit attendre le 20 octobre pour disputer son premier match de Championnat. Il ne tient qu'un peu plus d'une heure et rechute en raison d'une élongation. Il ne rejoue que le 20 janvier puis c'est une fatigue musculaire à la cuisse gauche qui le prive de jouer. Sa fin de saison est ensuite bien notée avec l'Inter et fait renaître l'optimisme d'une sélection pour l'Euro 2008.
Lors de la saison 2008-2009, Vieira se blesse à plusieurs reprises lors de la première moitié de saison. Le milieu défensif n'a alors pu prendre part qu'à douze rencontres (10 en championnat et 2 en Ligue des Champions) pour un total de 759 minutes de jeu. La cuisse gauche en juillet, le mollet droit en octobre et le tendon d'Achille gauche en novembre, Vieira n'est été épargné par les blessures qui, en se succédant de la sorte, l'empêche de se maintenir à un bon niveau physique. Un souci majeur tant son jeu est physiquement exigeant. Après avoir apporté sa pierre aux sacres de 2007 et 2008, Vieira est sacré champion d'Italie pour la troisième année consécutive avec l'Inter, mais blessé à plusieurs reprises et ensuite souvent relégué sur le banc par José Mourinho. Ainsi Vieira ne participe qu'à dix-huit matches de Serie A (un but), dont seulement neuf comme titulaire. Il remporte aussi la Ligue des champions car, selon l'UEFA, tous les joueurs qui dispute au moins un match lors d'une édition victorieuse de leur club sont considérés comme vainqueurs, même sans participer à la finale.
Cherchant un club où gagner du temps de jeu, Vieira et l'Inter ne reçoivent aucune offre durant l'été 2009. Après douze rencontres en championnat (sept titularisations, un but) et deux entrés en jeu en Ligue des champions, pour un total de 702 minutes de jeu (soit 50 minutes par match en moyenne), Vieira quitte l'Inter pour retourner en Angleterre en janvier, à Manchester City.

#### En équipe de France (1997-2009)

##### Débuts (1997-2003)

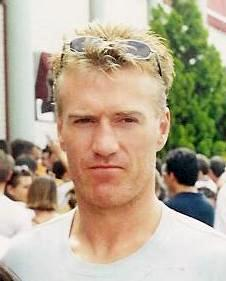
Vieira évolue d'abord dans l'ombre de Deschamps puis à ses côtés.

À partir de 1995 et sa montée en puissance à l'AS Cannes, Patrick Vieira est convoqué en équipe de France espoirs par Raymond Domenech. Malgré son faible temps de jeu à l'AC Milan ensuite, il est toujours régulièrement convoqué et participe aux JO d’Atlanta 1996.
À vingt ans, Patrick Vieira connaît sa première sélection sous le maillot de l’équipe de France A le 26 février 1997 à Paris contre les Pays-Bas (victoire 2-1). En 1998, Aimé Jacquet le conserve dans son groupe pour disputer la Coupe du monde 1998. Il joue le match des coiffeurs contre le Danemark, mais surtout rentre lors de la finale contre le Brésil à la 76e, pour remplacer Djorkaeff à la suite de l'expulsion de Desailly. Avec une étonnante décontraction et une dextérité remarquée, le jeune joueur tient sa place avec autorité, ne perdant aucun ballon alors que les Bleus sont en infériorité numérique. Dans le temps additionnel, il est l'auteur de la passe décisive à Petit pour le troisième but sur le dernier contre du match,. Vieira se retrouve champion du monde lors de sa neuvième sélection seulement.

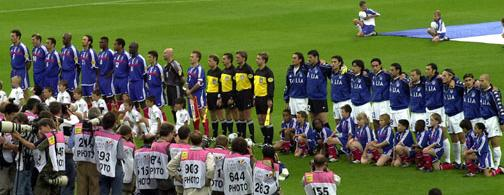
Vieira (4e depuis la gauche) dispute les six matchs de l'Euro 2000, dont la finale remportée face à l'Italie.

Vieira poursuit son parcours en sélection dans l’ombre de Didier Deschamps, puis à ses côtés à partir de 1999. En 2000, il gagne le Championnat d'Europe des nations. Lors de son premier match face au Danemark, la France rappelle le score de l'été 98 (3-0) face à l'équipe supposée la plus faible du groupe contre qui Vieira entre à la 59e minute. Vient ensuite la République tchèque, Vieira joue toute cette rencontre disputée (2-1). Dans le dernier match face aux Pays-Bas, la finale pour la première place, les Bleus s'inclinent (3-2) malgré un bon Vieira qui musèle Edgar Davids. En quart de finale, la France rencontre l'Espagne qu'elle bat 2-1. En demi-finale, elle élimine le Portugal sur le même score (2-1) au but en or. En finale, les Bleus l'emportent sur le même principe face à l'Italie (2-1 beo). Vieira dispute chaque minute des trois matchs à élimination directe.
En raison d'un nombre important d'absents, Vieira est le leader du milieu de terrain français lors de la Coupe des confédérations 2001. Après un premier succès abouti face à l'hôte coréen (5-0) où Vieira inscrit un but, les Bleus se font surprendre par l'Australie à la Coupe des confédérations 2001 lors du second match. Roger Lemerre aligne certains de ses remplaçants lors de ce match et Patrick entre à la 88e minute. Il joue tout le dernier match de poule contre le Mexique (4-0). En demi-finale, les Français s'imposent face au Brésil (2-1) et s'offrent le droit d'affronter le second pays hôte en finale, le Japon qui n'a toujours pas encaissé de but durant la compétition. Vieira force l'étau nippon d'un appel plein axe au travers des Japonais et servi dans les airs par Frank Lebœuf qu'il prolonge dans le but des locaux après avoir devancé la sortie du gardien (1-0). Durant le tournoi, ses performances sont remarquées et il termine second meilleur joueur du tournoi avec Hidetoshi Nakata, derrière Robert Pirès.

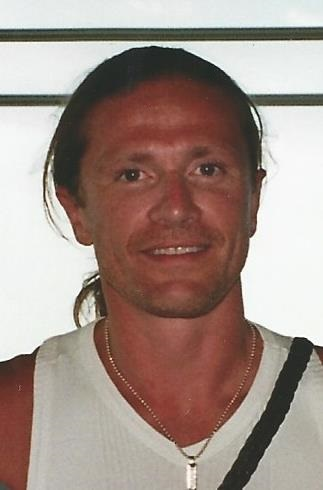
Après Deschamps, Vieira joue le plus souvent dans l'entre-jeu avec Petit.

Avant le Mondial 2002 et depuis octobre 1999, notamment, l'Euro 2000, aucun match des Bleus n'a lieu sans lui, qui aligne en match de préparation contre la Belgique, le 18 mai 2002, son 36e match consécutif, le plus souvent aux côtés d'Emmanuel Petit. Avant le second match face à l'Uruguay, après la défaite contre le Sénégal (1-0), il dispute son 52e match en bleu, le 37e consécutif, ce qu'aucun international n'a réussi avant lui. Titulaire, il joue toute la rencontre mais ne parvient pas à la remporter avec ses coéquipiers. Le troisième match voit l'élimination des Bleus contre le Danemark (défaite 2-0). Vieira sort à la 71e minute alors que les Danois viennent de doubler la mise.
Après cet échec cuisant avec une élimination sans gloire au premier tour, Vieira garde la confiance de Jacques Santini, successeur de Roger Lemerre, qui en fait même l'un de ses capitaines potentiels. Il n'est pas sélectionné pour la Coupe des confédérations 2003 en raison d'un blessure.

##### Capitaine desBleus(2004-2009)
Lors de l’Euro 2004, Vieira commence par un bon match contre l'Angleterre (victoire 2-1 de la France). Le milieu de terrain prend ensuite part au match nul contre la Croatie (2-2) et la victoire contre la Suisse (1-3 pour la France). En quart de finale contre la Grèce, ressentant toujours une contracture à la cuisse gauche, il est remplacé par Olivier Dacourt et voit l'équipe de France vieillissante et suffisante se faire sortir par le futur vainqueur (1-0).
Lorsque Raymond Domenech prend en main la sélection après l’Euro 2004, il fait de Vieira son capitaine et leader pour les éliminatoires de la Coupe du monde 2006. Anciennement pur défensif, le joueur apprend à transpercer le premier rideau défensif et apporte un plus au milieu. La France monte en puissance au fil de la compétition. Vieira est capitaine contre le Togo où, en cinq minutes, il signe un but, une passe décisive pour Thierry Henry et est élu homme du match. Il récidive en huitième-de-finale face à l'Espagne, match durant lequel il réalise pour la deuxième fois consécutive le doublé but-passe décisive. Lors de la finale contre l'Italie, Patrick Vieira se blesse en seconde période et doit quitter ses partenaires à la 55e minute. Domenech déclare en 2013 que : « l’exclusion de Zidane n’était pas la clef (...). Le vrai changement dans le jeu, sur l’emprise du match, la capacité de renverser ou d’imposer quelque chose, c’est la sortie de Patrick Vieira sur blessure. Sa sortie est incontestablement le tournant de cette finale, pour moi ». Pendant la compétition, Vieira montre toute l'étendue de son talent, ce qui lui permet notamment d'être retenu parmi les 23 meilleurs joueurs de la compétition.

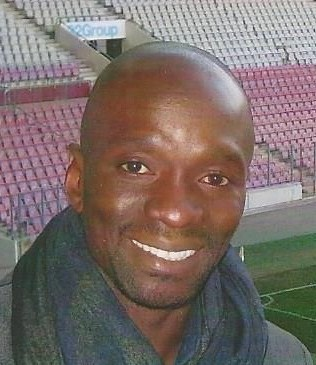
Dans les années 2000, le duo Vieira-Makelele forme une des meilleures paires au milieu de terrain.

Le 15 novembre 2006, lors de la réception de la Grèce (1-0), il dispute son centième match avec les Bleus.
Au début de la saison 2007-2008, Vieira ne joue pratiquement qu'avec les Bleus, provoquant la colère de l'Inter Milan. Le milieu, qui sort d'une longue blessure, évolue ainsi lors de l'amical en Slovaquie le 22 août 2007, avant de retourner à l'infirmerie pour une douleur à une cuisse. À la surprise générale, il est aligné le 8 septembre à Milan pour le choc des matches retour des qualifications pour l'Euro, Italie-France (0-0), et y règne en maître au milieu de terrain. Le 12 septembre, alors que l'Inter réclame qu'il ne joue pas, Vieira est aligné face à l’Écosse en qualifications et sort à la 69e minute (0-1). Vieira s'abonne alors à l'infirmerie. Après plusieurs rechutes, c'est une fatigue musculaire à la cuisse gauche qui le prive de l'amical contre l'Angleterre fin mars. Ensuite, sa fin de saison impeccable avec l'Inter fait renaître l'optimisme pour sa participation au Championnat d'Europe 2008.
Après une saison noire, capitaine Patrick Vieira (31 ans, 105 sélections) connait un nouveau pépin physique, par précaution, Mathieu Flamini est rappelé en renfort à Clairefontaine à une semaine du premier match de l'Euro des Bleus. Vieira reste dans le groupe des 23 mais son retour est repoussé systématiquement, pour ne jamais arriver. La France est éliminée dès le premier tour.
À la suite de la compétition, Vieira est hésitant concernant son avenir en Bleu : « Je n'en sais rien, je ne me pose pas la question de savoir aujourd'hui si j'ai envie de continuer en équipe de France ou pas. 2010, c'est un peu loin, mais ça peut venir très vite aussi. Il y a une jeune génération qui arrive, je suis persuadé que ces jeunes ont besoin d'encadrement. Après, voir si j'aurai les moyens physiques, c'est autre chose ». Le milieu défensif se dit aussi agacé sur la gestion de sa blessure (déchirure musculaire à une cuisse) par le staff médical avant France-Italie et qui l'a écarté des matches de l'Euro. Il explique que sa « déchirure n'était pas cicatrisée, et le fait de m'être entraîné a fait que la cicatrice n'a pas pu se faire. Le staff et moi, on pensait qu'il y avait une possibilité de jouer, mais malheureusement le match approchait et les douleurs étaient toujours là ».
En janvier 2009, Patrick Vieira évoque pour la première fois une retraite internationale. En effet, à la suite des blessures dont il est fréquemment victime, il n'a plus joué depuis le 22 novembre 2008, ni durant le mois de novembre. « Il est certain que si mes blessures venaient à persister, il faudra que je prenne une décision (...), sûrement d'arrêter l'équipe de France ». En deux ans et demi, Vieira n'a pris part qu'à douze matches des Bleus sur les 32 disputés par les hommes de Raymond Domenech. En mai, après avoir connu une saison à nouveau hachée par les blessures, Vieira est rappelé pour deux matchs amicaux début juin. Sa dernière sélection (106e) remonte au 19 novembre 2008 (amical contre l'Uruguay, 0-0).
Alors que Vieira se bat pour revenir à son niveau avec Manchester City, Domenech l’écarte de la liste pour la Coupe du monde 2010. Sa dernière sélection - et son dernier brassard de capitaine - remontent au 2 juin 2009 et un terne match amical perdu (1-0 contre le Nigeria) sous les sifflets d'un public français frondeur à Saint-Étienne. À la question « Si Raymond Domenech ne vous convoquait pas pour disputer la Coupe du monde, ce serait la fin de votre carrière ? », Vieira répond le 1er mai 2010 au JDD : « De ma carrière internationale, oui. Mais pas de ma carrière en club ». Il s’arrête à 107 sélections.

#### Fin de carrière et reconversion à Manchester City (2010-2015)

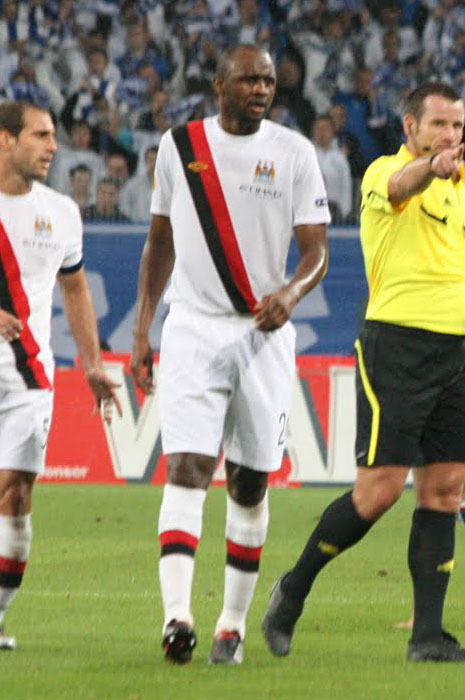
Vieira sous le maillot de Manchester City en 2010.

En janvier 2010, Patrick Vieira rejoint Manchester City dans l'optique de jouer la Coupe du monde. Il y signe un contrat de six mois avec option pour une année supplémentaire. Mais comme en équipe de France, il se heurte dans son nouveau club à une forte concurrence, City n'étant pas dépourvu de milieux, avec notamment Nigel de Jong, Gareth Barry et Stephen Ireland. Blessé lors de son dernier match avec l'Inter Milan, il ne dispute son premier match avec les Citizens que le 6 février en rentrant en fin de match contre Hull City (défaite 2-1). Lors de sa première titularisation face à Bolton, il donne une passe décisive à Emmanuel Adebayor (2-0). Coup d'arrêt, à la suite de son second match disputé en entier contre Stoke (1-1), Vieira est suspendu trois matches fermes par la fédération anglaise, pour comportement violent. Le 3 avril, il marque son premier but face à Burnley (6-1) d'une tête sur corner. Face à une faible opposition, ce but couronne une bonne performance de l'international tricolore, sans doute son meilleur match depuis son retour en Angleterre. Quelques semaines plus tard, Vieira est titulaire contre son ancien club, Arsenal. Après un accueil fantastique de l'Emirates Stadium, il est étouffé par Abou Diaby dans l'entre-jeu avant d'être remplacé en début de seconde période.

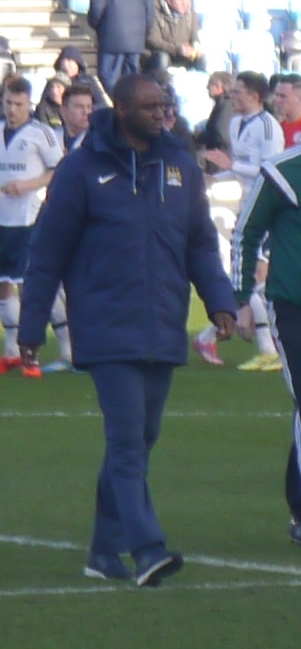
Entraîneur Vieira, début 2015.

Non-retenu pour la Coupe du monde 2010, Vieira prolonge d'une saison son aventure mancunienne. Fin décembre, le milieu de terrain français est titularisé pour la seconde fois seulement de la saison par Roberto Mancini. Vieira, 34 ans, n'est pourtant pas blessé mais il n'a pas la confiance de son entraîneur. Cette rencontre face à Aston Villa pour la 20e journée du championnat d'Angleterre n'est que sa cinquième apparition en Premier League. Hormis sa titularisation le 11 septembre contre Blackburn où il inscrit un but, il entre en jeu au cours de trois autres rencontres et seulement dans les dix dernières minutes. Le 20 février 2011, en 16e de finale à rejouer de Coupe d'Angleterre, Vieira s'illustre en marquant un doublé de la tête avec City, facile vainqueur 5-0 de Notts County (D3). Début avril, il marque un but de la cuisse sur un centre de Kolarov contre Southampton, sur son premier ballon et participe au plus large succès de la saison. En mai, Vieira déclare à propos des dirigeants du club : « Ce serait un plaisir de rester mais s'ils pensent qu'il est temps pour moi d'arrêter, je l'accepterai. Dans ma tête je suis prêt à m'arrêter ».
Le 14 juillet 2011, à l'âge de 35 ans, l'ancien international français décide de mettre un terme à sa carrière de footballeur. L'ex-milieu de terrain reste à City pour représenter le club dans le Royaume-Uni et à l'étranger. Vieira a également un « rôle élargi » au sein du club notamment auprès des jeunes, de la formation. Pendant deux ans, il fait le tour de toutes les sections du club, de la gestion à l'encadrement, en passant par la formation. Durant cette phase d’apprentissage, il est d'abord ambassadeur et ensuite responsable du développement des Citizens en Angleterre et à l’étranger.
Pour la saison 2013-2014, Patrick Vieira est nommé entraîneur de l'équipe réserve (U21) de Manchester City. Le Français remplace l'Italien Attilio Lombardo, qui quitte le club en même temps que son compatriote et ex-entraîneur de l'équipe première, Roberto Mancini, remercié. Vieira détient alors sa licence UEFA B d'entraîneur depuis un an et émet le souhait de se voir confier un rôle plus proche du terrain.

### Carrière d'entraîneur

#### New York City FC (2016-2018)
Le 9 novembre 2015, le New York City FC annonce que Patrick Vieira entraînera son équipe première qui évolue en première division nord-américaine (MLS) à partir de janvier 2016. L'ancien milieu de terrain signe un contrat de trois ans avec la franchise américaine, propriété du même fonds d'investissement provenant des Émirats arabes unis que Manchester City. Jusque-là entraîneur à succès de l'équipe réserve de Manchester City, Patrick Vieira dirige notamment des joueurs célèbres comme Frank Lampard, David Villa et Andrea Pirlo. À 39 ans, le champion du monde 1998 y connaît sa première vraie expérience comme entraîneur. Il travaille entre autres avec Claudio Reyna, directeur sportif du club. Il est officiellement présenté à la presse le 20 janvier 2016. Le 10 juin 2018 il n'est plus l'entraineur principal et est proche de s'engager avec l'OGC Nice.

#### OGC Nice (2018-2020)
Le 11 juin 2018, il devient l'entraîneur de l'OGC Nice. Sa première saison avec le club est marqué par un fort problème offensif malgré l'arrivée de Myziane Maolida en provenance de l'Olympique Lyonnais qui ne parvient pas à s'imposer à la pointe de l'attaque. Patrick Vieira mise donc avant tout sur sa défense amenée par le brésilien Dante et son gardien argentin Walter Benitez pour verrouiller le jeu après que l'équipe mène au score. L'équipe finit la saison à la septième place avec une des meilleures défenses du championnat (2/20) mais avec l'une des pires attaques également (3/20).
La saison suivante est marquée par le rachat du club par Ineos et le retour du duo Jean-Pierre Rivère et Julien Fournier à la tête du club après leur départ au cours de la saison précédente à la suite de conflits avec les actionnaires sino-américains. Le mercato fait rapidement la dernière semaine du mercato estival permet de corriger la pénurie offensive avec l'arrivée de l'espoir lorientais Alexis Claude-Maurice, du danois Kasper Dolberg ou encore de l'arrivée en prêt d'Adam Ounas. Après des remous dans la presse et des conflits entre le duo et Patrick Vieira lors du rachat du club, les trois hommes confirment vouloir travailler ensemble et mettre de côté les incompréhensions et tensions passées. Sur le terrain, Patrick Vieira connaît beaucoup moins de réussites au niveau défensif avec un Dante moins impérial que l'année passée et un Malang Sarr repositionné par défaut en latéral gauche, poste où il n'est pas en mesure de montrer toutes ses qualités.
Fragilisé par cinq défaites de rang toutes compétitions confondues, il a été démis de ses fonctions, le 4 décembre 2020. La défaite à domicile (2-3) contre Leverkusen le 3 décembre, synonyme d’élimination dès la phase de groupes de la Ligue Europa, a marqué la fin du bail de Vieira à Nice.

#### Crystal Palace (2021-2023)
Le 4 juillet 2021, il devient l'entraineur de Crystal Palace, où il succède à Roy Hodgson. Son premier match à la tête des Eagles se solde par une défaite 3-0 contre Chelsea FC le 14 août 2021, en Premier League.
Le 17 mars 2023, il est licencié de son poste d'entraîneur.

#### RC Strasbourg (2023-2024)
Le 2 juillet 2023, Patrick Vieira est nommé entraîneur du RC Strasbourg,. En paraphant un contrat de trois ans en faveur du club alsacien, il devient le premier entraîneur de l'équipe depuis le rachat du RC Strasbourg par BlueCo, un consortium d'investisseurs américains,. Après un grand engouement populaire des supporters, Vieira est vite critiqué pour les tactiques qu'il met en place et pour son attitude assez calme sur le banc (contrairement à ses prédécesseurs : entre autres Thierry Laurey, Julien Stéphan, Frédéric Antonetti). Il enchaîne deux victoires de suite les 14 et 17 décembre, ce qui lui permet de ne pas voir ses jours comptés en tant qu'entraîneur du racing. Au sein du club alsacien, Patrick Vieira prône un football sur le long terme, avec de jeunes joueurs pour bâtir un projet sportif sur la durée avec l'arrivée de BlueCo.
Le 18 juillet 2024, quelques jours après une série de trois matchs sans victoires lors des rencontres de préparation à la saison 2024-2025, le club annonce le départ de Patrick Vieira d'un commun accord avec lui. Un membre de BlueCo invoque un « audit sur la saison dernière » pour justifier cette décision.

#### Genoa CFC (depuis 2024)
Le 20 novembre 2024, Patrick Vieira succède à Alberto Gilardino en tant qu'entraîneur du Genoa CFC, un club qui lutte pour le maintien en Serie A et qui est dix-septième du classement à son arrivée. Il est invaincu lors de ses quatre premières rencontres où sa défense n'est trompée qu'à deux reprises sur penalty. Sur le plan tactique, sa ligne défensive est basée sur quatre joueurs quand Gilardino en utilisait trois. Le 8 juin 2025, il prolonge son contrat de deux années supplémentaires, soit jusqu'en juin 2027,.

### Commentateur
En août 2024, Patrick Vieira intègre l'équipe de DAZN afin de commenter les matchs de Ligue 1 diffusées sur la chaîne sportive.

## Style de jeu: la «pieuvre» rugueuse

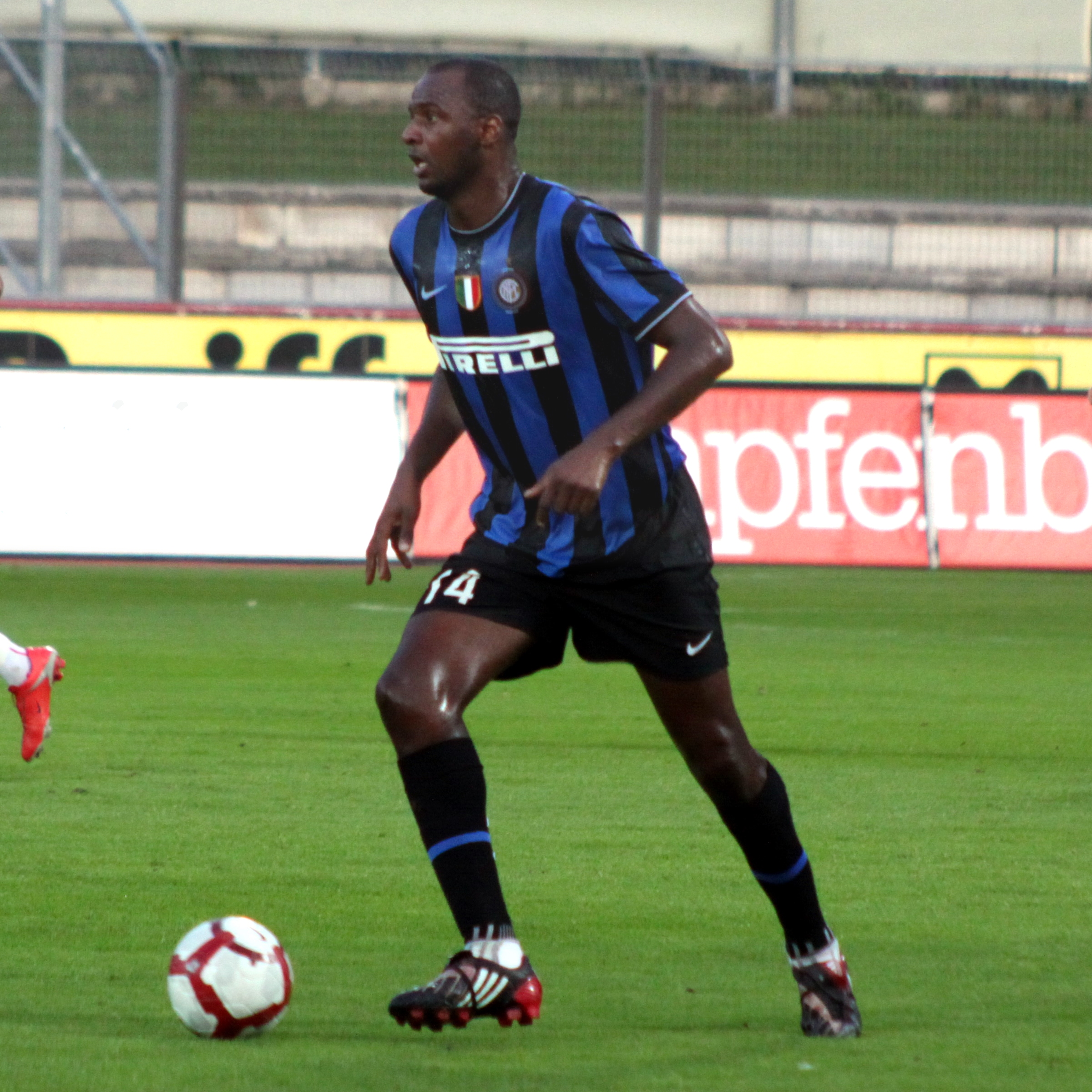
Dû au fait de son profil longiligne et sa facilité à récupérer les ballons, Vieira est surnommé la pieuvre.

En équipe de France, tant avec Didier Deschamps que Claude Makelele, Vieira forme deux binômes parfaits au milieu de terrain, dont il révolutionne le poste en y ajoutant une dimension physique et une envergure que lui permettent ses grands segments et sa taille. Milieu défensif de talent par ses qualités de récupération et de relance balle au pied, il brille également par son leadership qui lui vaut de porter le brassard de capitaine dans presque tous les clubs où il passe, ainsi qu’en sélection. En 2011, Mauro Camoranesi déclare que Vieira est le joueur qui l'a « surpris ou impressionné plus que les autres »: « Quel joueur ! Il était si grand et si agile à la fois ».
En Angleterre, outre son volume de jeu important, Vieira marque de son empreinte le championnat en écopant en octobre 1999, de la plus grosse amende jamais infligée à l'époque (45 000 livres sterling), et de la plus longue suspension infligée à un joueur : six matches. Pour cela, après déjà quatre cartons rouge reçus depuis le début de la saison, avoir craché sur un défenseur adverse lors d'un match face à West Ham, et insulté un policier dans le tunnel menant aux vestiaires. En 2005, Vieira arrive en Italie avec une étiquette de « collectionneur » de cartons rouges, dur sur l'homme. Un an plus tard, parti chez l'Inter Milan, il enchaîne deux exclusions en cinq matches en début de saison. Vieira et Duncan Ferguson sont rejoints en janvier 2009 par Richard Dunne en tête des joueurs les plus exclus de Championnat anglais (8 cartons rouges).

## Statistiques

### Générales par saison
Le tableau ci-dessous illustre les statistiques professionnelles de Patrick Vieira,,,.
| Saison                | Club                  | Championnat           | Championnat | Championnat | Championnat | Coupe nationale | Coupe nationale | Coupe nationale | Coupe de la Ligue | Coupe de la Ligue | Coupe de la Ligue | Supercoupe | Supercoupe | Supercoupe | Compétition(s) continentale(s) | Compétition(s) continentale(s) | Compétition(s) continentale(s) | Compétition(s) continentale(s) | France | France | France | Total | Total | Total |
| Saison                | Club                  | Division              | M.          | B.          | P.d.        | M.              | B.              | P.d.            | M.                | B.                | P.d.              | M.         | B.         | P.d.       | Comp.                          | M.                             | B.                             | P.d.                           | M.     | B.     | P.d.   | M.    | B.    | P.d.  |
| 1993-1994             | AS Cannes             | Division 1            | 5           | 0           | 0           | 1               | 0               | 0               | -                 | -                 | -                 | -          | -          | -          | -                              | -                              | -                              | -                              | -      | -      | -      | 6     | 0     | 0     |
| 1994-1995             | AS Cannes             | Division 1            | 31          | 2           | 0           | 2               | 0               | 0               | 1                 | 1                 | 0                 | -          | -          | -          | C3                             | 4                              | 1                              | 0                              | -      | -      | -      | 38    | 4     | 0     |
| 1995-1996             | AS Cannes             | Division 1            | 13          | 0           | 0           | 1               | 0               | 0               | -                 | -                 | -                 | -          | -          | -          | CI                             | 4                              | 0                              | 0                              | -      | -      | -      | 18    | 0     | 0     |
| Sous-total            | Sous-total            | Sous-total            | 49          | 2           | 0           | 4               | 0               | 0               | 1                 | 1                 | 0                 | 0          | 0          | 0          | -                              | 8                              | 1                              | 0                              | -      | -      | -      | 62    | 4     | 0     |
| 1995-1996             | AC Milan              | Serie A               | 2           | 0           | 0           | 1               | 0               | 0               | -                 | -                 | -                 | -          | -          | -          | C3                             | 2                              | 0                              | 0                              | -      | -      | -      | 5     | 0     | 0     |
| 1996-1997             | Arsenal FC            | Premier League        | 31          | 2           | 1           | 3               | 0               | 0               | 3                 | 0                 | 0                 | -          | -          | -          | C3                             | 1                              | 0                              | 0                              | 5      | 0      | 0      | 43    | 2     | 1     |
| 1997-1998             | Arsenal FC            | Premier League        | 33          | 2           | 5           | 9               | 0               | 0               | 2                 | 0                 | 0                 | -          | -          | -          | C3                             | 2                              | 0                              | 0                              | 4      | 0      | 1      | 50    | 2     | 6     |
| 1998-1999             | Arsenal FC            | Premier League        | 33          | 3           | 3           | 5               | 1               | 0               | 1                 | 0                 | 0                 | 1          | 0          | 0          | C1                             | 3                              | 0                              | 1                              | 5      | 0      | 0      | 48    | 4     | 4     |
| 1999-2000             | Arsenal FC            | Premier League        | 30          | 2           | 3           | 2               | 0               | 0               | 1                 | 0                 | 0                 | 1          | 0          | 0          | C1+C3                          | 6+8                            | 0                              | 0+1                            | 16     | 0      | 3      | 64    | 2     | 7     |
| 2000-2001             | Arsenal FC            | Premier League        | 30          | 6           | 6           | 6               | 1               | 3               | 0                 | 0                 | 0                 | -          | -          | -          | C1                             | 12                             | 0                              | 0                              | 14     | 2      | 3      | 62    | 9     | 12    |
| 2001-2002             | Arsenal FC            | Premier League        | 36          | 2           | 4           | 7               | 0               | 1               | -                 | -                 | -                 | -          | -          | -          | C1                             | 11                             | 1                              | 3                              | 12     | 1      | 2      | 66    | 4     | 10    |
| 2002-2003             | Arsenal FC            | Premier League        | 24          | 3           | 2           | 5               | 0               | 2               | 1                 | 0                 | 0                 | 1          | 0          | 0          | C1                             | 12                             | 1                              | 0                              | 6      | 1      | 0      | 49    | 5     | 4     |
| 2003-2004             | Arsenal FC            | Premier League        | 29          | 3           | 5           | 5               | 0               | 0               | 3                 | 0                 | 1                 | 1          | 0          | 0          | C1                             | 7                              | 0                              | 0                              | 10     | 0      | 0      | 55    | 3     | 6     |
| 2004-2005             | Arsenal FC            | Premier League        | 32          | 6           | 6           | 6               | 1               | 2               | -                 | -                 | -                 | -          | -          | -          | C1                             | 6                              | 0                              | 1                              | 7      | 0      | 1      | 51    | 7     | 10    |
| Sous-total            | Sous-total            | Sous-total            | 280         | 29          | 35          | 49              | 3               | 8               | 11                | 0                 | 1                 | 4          | 0          | 0          | -                              | 70                             | 2                              | 6                              | 79     | 4      | 10     | 493   | 38    | 60    |
| 2005-2006             | Juventus FC           | Serie A               | 31          | 5           | 1           | 3               | 0               | 0               | -                 | -                 | -                 | 1          | 0          | 0          | C1                             | 7                              | 0                              | 2                              | 15     | 2      | 2      | 57    | 7     | 5     |
| 2006-2007             | Inter Milan           | Serie A               | 20          | 1           | 2           | 3               | 0               | 0               | -                 | -                 | -                 | 1          | 2          | 0          | C1                             | 4                              | 1                              | 1                              | 7      | 0      | 0      | 35    | 4     | 3     |
| 2007-2008             | Inter Milan           | Serie A               | 16          | 3           | 3           | 3               | 0               | 0               | -                 | -                 | -                 | 1          | 0          | 0          | C1                             | 3                              | 0                              | 0                              | 4      | 0      | 0      | 27    | 3     | 3     |
| 2008-2009             | Inter Milan           | Serie A               | 19          | 1           | 2           | 2               | 0               | 0               | -                 | -                 | -                 | -          | -          | -          | C1                             | 2                              | 0                              | 0                              | 2      | 0      | 0      | 25    | 1     | 2     |
| 2009-2010             | Inter Milan           | Serie A               | 12          | 1           | 1           | 1               | 0               | 0               | -                 | -                 | -                 | 1          | 0          | 0          | C1                             | 2                              | 0                              | 0                              | -      | -      | -      | 16    | 1     | 1     |
| Sous-total            | Sous-total            | Sous-total            | 98          | 11          | 9           | 12              | 0               | 0               | 0                 | 0                 | 0                 | 4          | 2          | 0          | -                              | 18                             | 1                              | 3                              | 28     | 2      | 2      | 160   | 16    | 14    |
| 2009-2010             | Manchester City       | Premier League        | 13          | 1           | 2           | 1               | 0               | 0               | -                 | -                 | -                 | -          | -          | -          | -                              | -                              | -                              | -                              | -      | -      | -      | 14    | 1     | 2     |
| 2010-2011             | Manchester City       | Premier League        | 15          | 2           | 1           | 8               | 3               | 0               | 1                 | 0                 | 0                 | -          | -          | -          | C3                             | 8                              | 0                              | 2                              | -      | -      | -      | 32    | 5     | 3     |
| Sous-total            | Sous-total            | Sous-total            | 28          | 3           | 3           | 9               | 3               | 0               | 1                 | 0                 | 0                 | 0          | 0          | 0          | -                              | 8                              | 0                              | 2                              | 0      | 0      | 0      | 46    | 6     | 5     |
| Total sur la carrière | Total sur la carrière | Total sur la carrière | 455         | 45          | 47          | 74              | 7               | 8               | 13                | 1                 | 1                 | 8          | 2          | 0          | -                              | 104                            | 4                              | 11                             | 107    | 6      | 12     | 761   | 65    | 79    |

### Matchs internationaux
| Matchs internationaux de Patrick Vieira | Matchs internationaux de Patrick Vieira | Matchs internationaux de Patrick Vieira              | Matchs internationaux de Patrick Vieira | Matchs internationaux de Patrick Vieira | Matchs internationaux de Patrick Vieira          | Matchs internationaux de Patrick Vieira                                   |
| #                                       | Date                                    | Lieu                                                 | Adversaire                              | Résultat                                | Compétition                                      | Notes                                                                     |
| --------------------------------------- | --------------------------------------- | ---------------------------------------------------- | --------------------------------------- | --------------------------------------- | ------------------------------------------------ | ------------------------------------------------------------------------- |
| 1                                       | 26 février 1997                         | Parc des Princes, Paris, France                      | Pays-Bas                                | V 2 - 1                                 | Match amical                                     | Titulaire, remplacé par Bruno Ngotty à la 78e minute.                     |
| 2                                       | 2 avril 1997                            | Parc des Princes, Paris, France                      | Suède                                   | V 1 - 0                                 | Match amical                                     | Titulaire, remplacé par Martin Djetou à la 65e minute.                    |
| 3                                       | 3 juin 1997                             | Stade de Gerland, Lyon, France                       | Brésil                                  | N 1 - 1                                 | Tournoi de France 1997                           | Entre en jeu à la place de Christian Karembeu à la 15e minute.            |
| 4                                       | 7 juin 1997                             | Stade de la Mosson, Montpellier, France              | Angleterre                              | D 0 - 1                                 | Tournoi de France 1997                           | Entre en jeu à la place de Christian Karembeu à la 66e minute.            |
| 5                                       | 11 juin 1997                            | Parc des Princes, Paris, France                      | Italie                                  | N 2 - 2                                 | Tournoi de France 1997                           | Entre en jeu à la place de Christian Karembeu à la 66e minute.            |
| 6                                       | 22 avril 1998                           | Stade Råsunda, Stockholm, Suède                      | Suède                                   | N 0 - 0                                 | Match amical                                     | Entre en jeu à la place de Didier Deschamps à la 68e minute.              |
| 7                                       | 29 mai 1998                             | Stade Mohammed-V, Casablanca, Maroc                  | Maroc                                   | N 2 - 2 5-6 t.a.b                       | Tournoi Hassan II 1998                           | Entre en jeu à la place de Didier Deschamps à la 46e minute.              |
| 8                                       | 24 juin 1998                            | Stade de Gerland, Lyon, France                       | Danemark                                | V 2 - 1                                 | Premier tour de la Coupe du monde 1998           | Titulaire.                                                                |
| 9                                       | 12 juillet 1998                         | Stade de France, Saint-Denis, France                 | Brésil                                  | V 3 - 0                                 | Finale de la Coupe du monde 1998                 | Entre en jeu à la place de Youri Djorkaeff à la 76e minute.               |
| 10                                      | 10 octobre 1998                         | Stade Loujniki, Moscou, Russie                       | Russie                                  | V 3 - 2                                 | Éliminatoires de l'Euro 2000                     | Entre en jeu à la place de Youri Djorkaeff à la 54e minute.               |
| 11                                      | 10 février 1999                         | Stade de Wembley, Londres, Angleterre                | Angleterre                              | V 2 - 0                                 | Match amical                                     | Entre en jeu à la place de Nicolas Anelka à la 84e minute.                |
| 12                                      | 31 mars 1999                            | Stade de France, Saint-Denis, France                 | Arménie                                 | V 2 - 0                                 | Éliminatoires de l'Euro 2000                     | Titulaire.                                                                |
| 13                                      | 5 juin 1999                             | Stade de France, Saint-Denis, France                 | Russie                                  | D 2 - 3                                 | Éliminatoires de l'Euro 2000                     | Entre en jeu à la place de Christophe Dugarry à la 59e minute.            |
| 14                                      | 9 juin 1999                             | Stade de Montjuïc, Barcelone, Espagne                | Andorre                                 | V 1 - 0                                 | Éliminatoires de l'Euro 2000                     | Entre en jeu à la place d'Emmanuel Petit à la 57e minute.                 |
| 15                                      | 18 août 1999                            | Windsor Park, Belfast, Irlande du Nord               | Irlande du Nord                         | V 1 - 0                                 | Match amical                                     | Titulaire, remplacé par Frédéric Déhu à la 84e minute.                    |
| 16                                      | 4 septembre 1999                        | Olimpiski, Kiev, Ukraine                             | Ukraine                                 | N 0 - 0                                 | Éliminatoires de l'Euro 2000                     | Titulaire.                                                                |
| 17                                      | 9 octobre 1999                          | Stade de France, Saint-Denis, France                 | Islande                                 | V 3 - 2                                 | Éliminatoires de l'Euro 2000                     | Entre en jeu à la place d'Alain Boghossian à la 94e minute.               |
| 18                                      | 13 novembre 1999                        | Stade de France, Saint-Denis, France                 | Croatie                                 | V 3 - 0                                 | Match amical                                     | Titulaire.                                                                |
| 19                                      | 23 février 2000                         | Stade de France, Saint-Denis, France                 | Pologne                                 | V 1 - 0                                 | Match amical                                     | Entre en jeu à la place d'Emmanuel Petit à la 68e minute.                 |
| 20                                      | 29 mars 2000                            | Hampden Park, Glasgow, Écosse                        | Écosse                                  | V 2 - 0                                 | Match amical                                     | Entre en jeu à la place de Didier Deschamps à la 60e minute.              |
| 21                                      | 26 avril 2000                           | Stade de France, Saint-Denis, France                 | Slovénie                                | V 3 - 2                                 | Match amical                                     | Titulaire.                                                                |
| 22                                      | 28 mai 2000                             | Stade Maksimir, Zagreb, Croatie                      | Croatie                                 | V 2 - 0                                 | Match amical                                     | Entre en jeu à la place d'Emmanuel Petit à la 46e minute.                 |
| 23                                      | 4 juin 2000                             | Stade Mohammed-V, Casablanca, Maroc                  | Japon                                   | N 2 - 2 4-2 t.a.b                       | Tournoi Hassan II 2000                           | Entre en jeu à la place de Didier Deschamps à la 46e minute.              |
| 24                                      | 6 juin 2000                             | Stade Mohammed-V, Casablanca, Maroc                  | Maroc                                   | V 5 - 1                                 | Tournoi Hassan II 2000                           | Titulaire.                                                                |
| 25                                      | 11 juin 2000                            | Stade Jan-Breydel, Bruges, Belgique                  | Danemark                                | V 3 - 0                                 | Premier tour de l'Euro 2000                      | Entre en jeu à la place de Youri Djorkaeff à la 58e minute.               |
| 26                                      | 16 juin 2000                            | Stade Jan-Breydel, Bruges, Belgique                  | Tchéquie                                | V 2 - 1                                 | Premier tour de l'Euro 2000                      | Titulaire.                                                                |
| 27                                      | 21 juin 2000                            | Amsterdam ArenA, Amsterdam, Pays-Bas                 | Pays-Bas                                | D 2 - 3                                 | Premier tour de l'Euro 2000                      | Titulaire, remplacé par Didier Deschamps à la 90e minute.                 |
| 28                                      | 25 juin 2000                            | Stade Jan-Breydel, Bruges, Belgique                  | Espagne                                 | V 2 - 1                                 | Quart de finale de l'Euro 2000                   | Titulaire.                                                                |
| 29                                      | 28 juin 2000                            | Stade Roi Baudouin, Bruxelles, Belgique              | Portugal                                | V 2 - 1 b.e.o                           | Demi-finale de l'Euro 2000                       | Titulaire.                                                                |
| 30                                      | 2 juillet 2000                          | Stade de Feyenoord, Rotterdam, Pays-Bas              | Italie                                  | V 2 - 1 b.e.o                           | Finale de l'Euro 2000                            | Titulaire.                                                                |
| 31                                      | 16 août 2000                            | Stade Vélodrome, Marseille, France                   | Sélection FIFA                          | V 5 - 1                                 | Match amical                                     | Entre en jeu à la place de Didier Deschamps à la 61e minute.              |
| 32                                      | 2 septembre 2000                        | Stade de France, Saint-Denis, France                 | Angleterre                              | N 1 - 1                                 | Match amical                                     | Entre en jeu à la place de Didier Deschamps à la 57e minute.              |
| 33                                      | 4 octobre 2000                          | Stade de France, Saint-Denis, France                 | Cameroun                                | N 1 - 1                                 | Match amical                                     | Titulaire.                                                                |
| 34                                      | 7 octobre 2000                          | Ellis Park Stadium, Johannesbourg, Afrique du Sud    | Afrique du Sud                          | N 0 - 0                                 | Match amical                                     | Titulaire.                                                                |
| 35                                      | 15 novembre 2000                        | Stade İnönü du BJK, Istanbul, Turquie                | Turquie                                 | V 4 - 0                                 | Match amical                                     | Titulaire, remplacé par Claude Makélélé à la 31e minute.                  |
| 36                                      | 27 février 2001                         | Stade de France, Saint-Denis, France                 | Allemagne                               | V 1 - 0                                 | Match amical                                     | Titulaire.                                                                |
| 37                                      | 24 mars 2001                            | Stade de France, Saint-Denis, France                 | Japon                                   | V 5 - 0                                 | Match amical                                     | Entre en jeu à la place d'Emmanuel Petit à la 46e minute.                 |
| 38                                      | 28 mars 2001                            | Stade de Mestalla, Valence, Espagne                  | Espagne                                 | D 1 - 2                                 | Match amical                                     | Titulaire, remplacé par David Trezeguet à la 77e minute.                  |
| 39                                      | 25 avril 2001                           | Stade de France, Saint-Denis, France                 | Portugal                                | V 4 - 0                                 | Match amical                                     | Titulaire, remplacé par Claude Makélélé à la 61e minute.                  |
| 40                                      | 30 mai 2001                             | Daegu World Cup Stadium, Daegu, Corée du Sud         | Corée du Sud                            | V 5 - 0                                 | Premier tour de la Coupe des confédérations 2001 | Titulaire et buteur.                                                      |
| 41                                      | 1er juin 2001                           | Daegu World Cup Stadium, Daegu, Corée du Sud         | Australie                               | D 0 - 1                                 | Premier tour de la Coupe des confédérations 2001 | Entre en jeu à la place de Youri Djorkaeff à la 88e minute.               |
| 42                                      | 3 juin 2001                             | Stade d'Ulsan Munsu, Daegu, Corée du Sud             | Mexique                                 | V 4 - 0                                 | Premier tour de la Coupe des confédérations 2001 | Titulaire.                                                                |
| 43                                      | 7 juin 2001                             | Stade de Suwon, Suwon, Corée du Sud                  | Brésil                                  | V 2 - 1                                 | Demi-finale de la Coupe des confédérations 2001  | Titulaire.                                                                |
| 44                                      | 10 juin 2001                            | Stade international de Yokohama, Yokohama, Japon     | Japon                                   | V 1 - 0                                 | Finale de la Coupe des confédérations 2001       | Titulaire et buteur.                                                      |
| 45                                      | 15 août 2001                            | Stade de la Beaujoire, Nantes, France                | Danemark                                | V 1 - 0                                 | Match amical                                     | Titulaire, remplacé par Willy Sagnol à la 72e minute.                     |
| 46                                      | 1er septembre 2001                      | Estadio Nacional de Chile, Santiago, Chili           | Chili                                   | D 1 - 2                                 | Match amical                                     | Titulaire, remplacé par Claude Makélélé à la 62e minute.                  |
| 47                                      | 6 octobre 2001                          | Stade de France, Saint-Denis, France                 | Algérie                                 | V 4 - 1                                 | Match amical                                     | Titulaire.                                                                |
| 48                                      | 11 novembre 2001                        | Cricket Ground, Melbourne, Australie                 | Australie                               | N 1 - 1                                 | Match amical                                     | Titulaire.                                                                |
| 49                                      | 13 février 2002                         | Stade de France, Saint-Denis, France                 | Roumanie                                | V 2 - 1                                 | Match amical                                     | Titulaire et buteur, remplacé par Alain Boghossian à la 46e minute.       |
| 50                                      | 27 mars 2002                            | Stade de France, Saint-Denis, France                 | Écosse                                  | V 5 - 0                                 | Match amical                                     | Titulaire, remplacé par Claude Makélélé à la 46e minute.                  |
| 51                                      | 17 avril 2002                           | Stade de France, Saint-Denis, France                 | Russie                                  | N 0 - 0                                 | Match amical                                     | Titulaire.                                                                |
| 52                                      | 18 mai 2002                             | Stade de France, Saint-Denis, France                 | Belgique                                | D 1 - 2                                 | Match amical                                     | Titulaire.                                                                |
| 53                                      | 26 mai 2002                             | Big Bird Stadium, Suwon, Corée du Sud                | Corée du Sud                            | V 3 - 2                                 | Match amical                                     | Titulaire, remplacé par Claude Makélélé à la 78e minute.                  |
| 54                                      | 31 mai 2002                             | Seoul World Cup Stadium, Séoul, Corée du Sud         | Sénégal                                 | D 0 - 1                                 | Premier tour de la Coupe du monde 2002           | Titulaire.                                                                |
| 55                                      | 6 juin 2002                             | Stade Asiade de Busan, Pusan, Corée du Sud           | Uruguay                                 | N 0 - 0                                 | Premier tour de la Coupe du monde 2002           | Titulaire.                                                                |
| 56                                      | 11 juin 2002                            | Stade Munhak d'Incheon, Incheon, Corée du Sud        | Danemark                                | D 0 - 2                                 | Premier tour de la Coupe du monde 2002           | Titulaire, remplacé par Johan Micoud à la 71e minute.                     |
| 57                                      | 21 août 2002                            | Stade du 7 Novembre, Radès, Tunisie                  | Tunisie                                 | N 1 - 1                                 | Match amical                                     | Titulaire, remplacé par Willy Sagnol à la 46e minute.                     |
| 58                                      | 7 septembre 2002                        | Stade GSP, Nicosie, Chypre                           | Chypre                                  | V 2 - 1                                 | Éliminatoires de l'Euro 2004                     | Titulaire.                                                                |
| 59                                      | 12 octobre 2002                         | Stade de France, Saint-Denis, France                 | Slovénie                                | V 5 - 0                                 | Éliminatoires de l'Euro 2004                     | Titulaire et buteur.                                                      |
| 60                                      | 16 octobre 2002                         | Ta' Qali Stadium, La Valette, Malte                  | Malte                                   | V 4 - 0                                 | Éliminatoires de l'Euro 2004                     | Titulaire, remplacé par Olivier Dacourt à la 69e minute.                  |
| 61                                      | 12 février 2003                         | Stade de France, Saint-Denis, France                 | Tchéquie                                | D 0 - 2                                 | Match amical                                     | Entre en jeu à la place de Claude Makélélé à la 46e minute.               |
| 62                                      | 2 avril 2003                            | Stade Renzo-Barbera, Palerme, Italie                 | Israël                                  | V 2 - 1                                 | Éliminatoires de l'Euro 2004                     | Titulaire.                                                                |
| 63                                      | 20 août 2003                            | Stade de Genève, Genève, Suisse                      | Suisse                                  | V 2 - 0                                 | Match amical                                     | Titulaire, remplacé par Benoît Pedretti à la 46e minute.                  |
| 64                                      | 6 septembre 2003                        | Stade de France, Saint-Denis, France                 | Chypre                                  | V 5 - 0                                 | Éliminatoires de l'Euro 2004                     | Titulaire, remplacé par Olivier Dacourt à la 70e minute.                  |
| 65                                      | 10 septembre 2003                       | Stade central, Ljubljana, Slovénie                   | Slovénie                                | V 2 - 0                                 | Éliminatoires de l'Euro 2004                     | Titulaire.                                                                |
| 66                                      | 18 février 2004                         | Stade Roi Baudouin, Bruxelles, Belgique              | Belgique                                | V 2 - 0                                 | Match amical                                     | Titulaire, remplacé par Jérôme Rothen à la 62e minute.                    |
| 67                                      | 20 mai 2004                             | Stade de France, Saint-Denis, France                 | Brésil                                  | N 0 - 0                                 | Match amical                                     | Titulaire.                                                                |
| 68                                      | 28 mai 2004                             | Stade de la Mosson, Montpellier, France              | Andorre                                 | V 4 - 0                                 | Match amical                                     | Titulaire, remplacé par Bixente Lizarazu à la 46e minute.                 |
| 69                                      | 6 juin 2004                             | Stade de France, Saint-Denis, France                 | Ukraine                                 | V 1 - 0                                 | Match amical                                     | Titulaire.                                                                |
| 70                                      | 13 juin 2004                            | Stade de Luz, Lisbonne, Portugal                     | Angleterre                              | V 2 - 1                                 | Premier tour de l'Euro 2004                      | Titulaire.                                                                |
| 71                                      | 17 juin 2004                            | Stade Dr. Magalhães Pessoa, Leiria, Portugal         | Croatie                                 | N 2 - 2                                 | Premier tour de l'Euro 2004                      | Titulaire.                                                                |
| 72                                      | 21 juin 2004                            | Stade municipal, Coimbra, Portugal                   | Suisse                                  | V 3 - 1                                 | Premier tour de l'Euro 2004                      | Titulaire.                                                                |
| 73                                      | 4 septembre 2004                        | Stade de France, Saint-Denis, France                 | Israël                                  | N 0 - 0                                 | Éliminatoires de la Coupe du monde 2006          | Titulaire et capitaine.                                                   |
| 74                                      | 8 septembre 2004                        | Tórsvøllur, Torshavn, Îles Féroé                     | Îles Féroé                              | V 2 - 0                                 | Éliminatoires de la Coupe du monde 2006          | Titulaire et capitaine, expulsé à la 55e minute.                          |
| 75                                      | 13 octobre 2004                         | Stade GSP, Nicosie, Chypre                           | Chypre                                  | V 2 - 0                                 | Éliminatoires de la Coupe du monde 2006          | Titulaire et capitaine.                                                   |
| 76                                      | 17 novembre 2004                        | Stade de France, Saint-Denis, France                 | Pologne                                 | N 0 - 0                                 | Match amical                                     | Titulaire et capitaine.                                                   |
| 77                                      | 9 février 2005                          | Stade de France, Saint-Denis, France                 | Suède                                   | N 1 - 1                                 | Match amical                                     | Titulaire et capitaine.                                                   |
| 78                                      | 26 mars 2005                            | Stade de France, Saint-Denis, France                 | Suisse                                  | N 0 - 0                                 | Éliminatoires de la Coupe du monde 2006          | Titulaire et capitaine.                                                   |
| 79                                      | 30 mars 2005                            | Stade Ramat Gan, Tel Avi, Israël                     | Israël                                  | N 1 - 1                                 | Éliminatoires de la Coupe du monde 2006          | Titulaire et capitaine.                                                   |
| 80                                      | 3 septembre 2005                        | Stade Félix Bollaert, Lens, France                   | Îles Féroé                              | V 3 - 0                                 | Éliminatoires de la Coupe du monde 2006          | Titulaire.                                                                |
| 81                                      | 7 septembre 2005                        | Lansdowne Road, Dublin, Irlande                      | République d'Irlande                    | V 1 - 0                                 | Éliminatoires de la Coupe du monde 2006          | Titulaire.                                                                |
| 82                                      | 8 octobre 2005                          | Stade du Wankdorf, Berne, Suisse                     | Suisse                                  | N 1 - 1                                 | Éliminatoires de la Coupe du monde 2006          | Titulaire.                                                                |
| 83                                      | 12 octobre 2005                         | Stade de France, Saint-Denis, France                 | Chypre                                  | V 4 - 0                                 | Éliminatoires de la Coupe du monde 2006          | Titulaire, remplacé par Alou Diarra à la 25e minute.                      |
| 84                                      | 1er mars 2006                           | Stade de France, Saint-Denis, France                 | Slovénie                                | D 1 - 2                                 | Match amical                                     | Titulaire.                                                                |
| 85                                      | 27 mai 2006                             | Stade de France, Saint-Denis, France                 | Mexique                                 | V 1 - 0                                 | Match amical                                     | Titulaire, remplacé par Sylvain Wiltord à la 45e minute.                  |
| 86                                      | 31 mai 2006                             | Stade Félix Bollaert, Lens, France                   | Danemark                                | V 2 - 0                                 | Match amical                                     | Titulaire.                                                                |
| 87                                      | 7 juin 2006                             | Stade Geoffroy-Guichard, Saint-Étienne, France       | Chine                                   | V 3 - 1                                 | Match amical                                     | Titulaire, remplacé par Franck Ribéry à la 75e minute.                    |
| 88                                      | 13 juin 2006                            | Gottlieb-Daimler-Stadion, Stuttgart, Allemagne       | Suisse                                  | N 0 - 0                                 | Premier tour de la Coupe du monde 2006           | Titulaire.                                                                |
| 89                                      | 18 juin 2006                            | Zentralstadion, Leipzig, Allemagne                   | Corée du Sud                            | N 1 - 1                                 | Premier tour de la Coupe du monde 2006           | Titulaire.                                                                |
| 90                                      | 23 juin 2006                            | FIFA-WM-Stadion Köln, Cologne, Allemagne             | Togo                                    | V 2 - 0                                 | Premier tour de la Coupe du monde 2006           | Titulaire, capitaine et buteur, remplacé par Alou Diarra à la 81e minute. |
| 91                                      | 27 juin 2006                            | FIFA-WM-Stadion Hannover, Hanovre, Allemagne         | Espagne                                 | V 3 - 1                                 | Huitième de finale de la Coupe du monde 2006     | Titulaire et buteur.                                                      |
| 92                                      | 1er juillet 2006                        | Waldstadion, Francfort-sur-le-Main, Allemagne        | Brésil                                  | V 1 - 0                                 | Quart de finale de la Coupe du monde 2006        | Titulaire.                                                                |
| 93                                      | 5 juillet 2006                          | Allianz Arena, Munich, Allemagne                     | Portugal                                | V 1 - 0                                 | Demi-finale de la Coupe du monde 2006            | Titulaire.                                                                |
| 94                                      | 9 juillet 2006                          | Olympiastadion, Berlin, Allemagne                    | Italie                                  | N 1 - 1 3-5 t.a.b                       | Finale de la Coupe du monde 2006                 | Titulaire, remplacé par Alou Diarra à la 55e minute.                      |
| 95                                      | 16 août 2006                            | Stade Olympique Koševo, Sarajevo, Bosnie-Herzégovine | Bosnie-Herzégovine                      | V 2 - 1                                 | Match amical                                     | Titulaire et capitaine.                                                   |
| 96                                      | 2 septembre 2006                        | Stade Boris-Paichadze, Tbilissi, Géorgie             | Géorgie                                 | V 3 -0                                  | Éliminatoires de l'Euro 2008                     | Titulaire et capitaine.                                                   |
| 97                                      | 6 septembre 2006                        | Stade de France, Saint-Denis, France                 | Italie                                  | V 3 - 1                                 | Éliminatoires de l'Euro 2008                     | Titulaire et capitaine.                                                   |
| 98                                      | 7 octobre 2006                          | Hampden Park, Glasgow, Écosse                        | Écosse                                  | D 0 - 1                                 | Éliminatoires de l'Euro 2008                     | Titulaire et capitaine.                                                   |
| 99                                      | 11 octobre 2006                         | Stade Auguste-Bonal, Sochaux-Montbéliard, France     | Îles Féroé                              | V 5 - 0                                 | Éliminatoires de l'Euro 2008                     | Titulaire et capitaine.                                                   |
| 100                                     | 15 novembre 2006                        | Stade de France, Saint-Denis, France                 | Grèce                                   | V 1 - 0                                 | Match amical                                     | Titulaire et capitaine.                                                   |
| 101                                     | 7 février 2007                          | Stade de France, Saint-Denis, France                 | Argentine                               | D 0 - 1                                 | Match amical                                     | Titulaire et capitaine.                                                   |
| 102                                     | 22 août 2007                            | Stade Antona Malatinského, Trnava, Slovaquie         | Slovaquie                               | V 1 - 0                                 | Match amical                                     | Titulaire et capitaine, remplacé par Jérémy Toulalan à la 58e minute.     |
| 103                                     | 8 septembre 2007                        | Stade San Siro, Milan, Italie                        | Italie                                  | N 0 - 0                                 | Éliminatoires de l'Euro 2008                     | Titulaire et capitaine.                                                   |
| 104                                     | 12 septembre 2007                       | Parc des Princes, Paris, France                      | Écosse                                  | D 0 - 1                                 | Éliminatoires de l'Euro 2008                     | Titulaire et capitaine, remplacé par Samir Nasri à la 69e minute.         |
| 105                                     | 6 février 2008                          | Stade de La Rosaleda, Malaga, Espagne                | Espagne                                 | D 0 - 1                                 | Match amical                                     | Titulaire et capitaine, remplacé par Hatem Ben Arfa à la 82e minute.      |
| 106                                     | 19 novembre 2008                        | Stade de France, Saint-Denis, France                 | Uruguay                                 | N 0 - 0                                 | Match amical                                     | Titulaire et capitaine, remplacé par Alou Diarra à la 46e minute.         |
| 107                                     | 2 juin 2009                             | Stade Geoffroy-Guichard, Saint-Étienne, France       | Nigeria                                 | D 0 - 1                                 | Match amical                                     | Titulaire et capitaine.                                                   |

### Buts internationaux
| 0     | Date | Lieu | Compétition | Résultat | Adversaire | Détail | Détail | Détail | Sél. |
| ----- | --- | --- | --- | --- | --- | --- | --- | --- | --- |
| 1er   | 30 mai 2001 | Daegu World Cup Stadium, Daegu, Corée du Sud                                                                              | Premier tour de la Coupe des confédérations 2001                                                                          | V 5-0 | Corée du Sud | 19e | du pied droit | 2-0 | 40e |
| 2e    | 10 juin 2001 | Stade international de Yokohama, Yokohama, Japon                                                                          | Finale de la Coupe des confédérations 2001                                                                                | V 0-1 | Japon | 30e | de la tête | 0-1 | 44e |
| 3e    | 13 février 2002 | Stade de France, Saint-Denis, France                                                                                      | Match amical | V 2-1 | Roumanie | 1re | de la tête | 1-0 | 49e |
| 4e    | 12 octobre 2002 | Stade de France, Saint-Denis, France                                                                                      | Éliminatoires Euro 2004                                                                                                   | V 5-0 | Slovénie | 10e | du pied gauche | 1-0 | 59e |
| 5e    | 23 juin 2006 | FIFA-WM-Stadion Köln, Cologne, Allemagne                                                                                  | Premier tour de la Coupe du monde 2006                                                                                    | V 0-2 | Togo | 55e | du pied droit | 0-1 | 90e |
| 6e    | 27 juin 2006 | FIFA-WM-Stadion Hannover, Hanovre, Allemagne                                                                              | Huitième de finale de la Coupe du monde 2006                                                                              | V 1-3 | Espagne | 83e | de la tête | 1-2 | 91e |
| Total | 6 buts (3 de la tête, 2 du pied droit et 1 du pied gauche), en 107 sélections entre le 26 février 1997 et le 2 juin 2009. | 6 buts (3 de la tête, 2 du pied droit et 1 du pied gauche), en 107 sélections entre le 26 février 1997 et le 2 juin 2009. | 6 buts (3 de la tête, 2 du pied droit et 1 du pied gauche), en 107 sélections entre le 26 février 1997 et le 2 juin 2009. | 6 buts (3 de la tête, 2 du pied droit et 1 du pied gauche), en 107 sélections entre le 26 février 1997 et le 2 juin 2009. | 6 buts (3 de la tête, 2 du pied droit et 1 du pied gauche), en 107 sélections entre le 26 février 1997 et le 2 juin 2009. | 6 buts (3 de la tête, 2 du pied droit et 1 du pied gauche), en 107 sélections entre le 26 février 1997 et le 2 juin 2009. | 6 buts (3 de la tête, 2 du pied droit et 1 du pied gauche), en 107 sélections entre le 26 février 1997 et le 2 juin 2009. | 6 buts (3 de la tête, 2 du pied droit et 1 du pied gauche), en 107 sélections entre le 26 février 1997 et le 2 juin 2009. | 6 buts (3 de la tête, 2 du pied droit et 1 du pied gauche), en 107 sélections entre le 26 février 1997 et le 2 juin 2009. |

### Entraîneur
| Club           | Début            | Fin             | Matchs | Victoires | Nuls | Défaites | % victoires |
| -------------- | ---------------- | --------------- | ------ | --------- | ---- | -------- | ----------- |
| New York City  | 9 novembre 2015  | 11 juin 2018    | 90     | 40        | 22   | 28       | 44,44       |
| OGC Nice       | 11 juin 2018     | 4 décembre 2020 | 89     | 35        | 21   | 33       | 39,32       |
| Crystal Palace | 4 juillet 2021   | 13 mars 2023    | 74     | 22        | 24   | 28       | 29,73       |
| RC Strasbourg  | 2 juillet 2023   | 18 juillet 2024 | 38     | 13        | 9    | 16       | 34,21       |
| Genoa CFC      | 20 novembre 2024 |                 |        |           |      |          |             |

## Palmarès

### En club
- Championnat d'Italie (5)[note 2]
  - Champion : 1996 avec le Milan AC, 2007, 2008, 2009 avec l'Inter Milan
- Championnat d'Angleterre (3)
  - Champion : 1998, 2002 et 2004 avec Arsenal
  - Vice-champion : 1999, 2000, 2001, 2003, 2005 avec Arsenal
- Coupe d'Angleterre (4)
  - Vainqueur : 1998, 2002 et 2005 avec Arsenal, 2011 avec Manchester City
  - Finaliste : 2001 avec Arsenal
- Community Shield (3)
  - Vainqueur : 1998, 1999 et 2002 avec Arsenal
  - Finaliste : 2003 avec Arsenal
- Supercoupe d'Italie (1)
  - Vainqueur : 2006 avec l'Inter Milan
  - Finaliste : 2005 avec la Juventus, en 2007 et 2009 avec l'Inter Milan
- Coupe Gambardella (1)
  - Vainqueur : 1995 avec l'AS Cannes
- Coupe UEFA
  - Finaliste : 2000 avec Arsenal
- Coupe d’Italie
  - Finaliste : 2007 et 2008 avec l'Inter Milan

### En sélection
- Coupe du monde (1)
  - Vainqueur : 1998
  - Finaliste : 2006

- Championnat d'Europe (1)
  - Vainqueur : 2000
- Tournoi Hassan II (2)
  - Vainqueur : 1998 et 2000

- Coupe des confédérations (1)
  - Vainqueur : 2001

### Distinctions personnelles
- Élu Premier League Player of the Season en 2001[76]
- Élu joueur français de l'année en 2001 par France Football
- Élu révélation de l'année en 1995 par France Football[77]
- Élu plus beau but du mois du Championnat d'Angleterre en avril 1998
- Élu 5e du Top 50 des meilleurs joueurs de l'histoire d'Arsenal en 2008[78]
- Ballon d'argent du meilleur joueur de la Coupe des confédérations en 2001
- Nommé au FIFA 100 en 2004
- Nommé dans l'équipe-type de l'Euro 2000
- Nommé dans l'équipe type de l'année UEFA en 2001
- Nommé dans l'équipe-type de la Coupe du monde 2006
- Nommé dans l'équipe-type de la Coupe des confédérations 2001
- Nommé dans l'équipe-type PFA de Premier League en 2000, 2001, 2002, 2003 et 2004
- Nommé dans l'équipe type de la décennie 1992-2002 du championnat d'Angleterre en 2003
- Nommé dans l'équipe-type de la décennie établie par Sports Illustrated en 2009
- Nommé dans l'équipe-type spéciale 20 ans des Trophées UNFP en 2011
- Nommé ambassadeur de bonne volonté pour l'UNESCO
- Élu parmi les "légendes" par Golden Foot en 2019
- Élu dans le XI de légende de tous les temps de l'équipe de France selon les internautes de L'Équipe en 2020[79].
- Intégré au Premier League Hall of Fame en 2022[80]

## Décorations
- Chevalier de la Légion d'honneur (1er septembre 1998)

## Caritatif

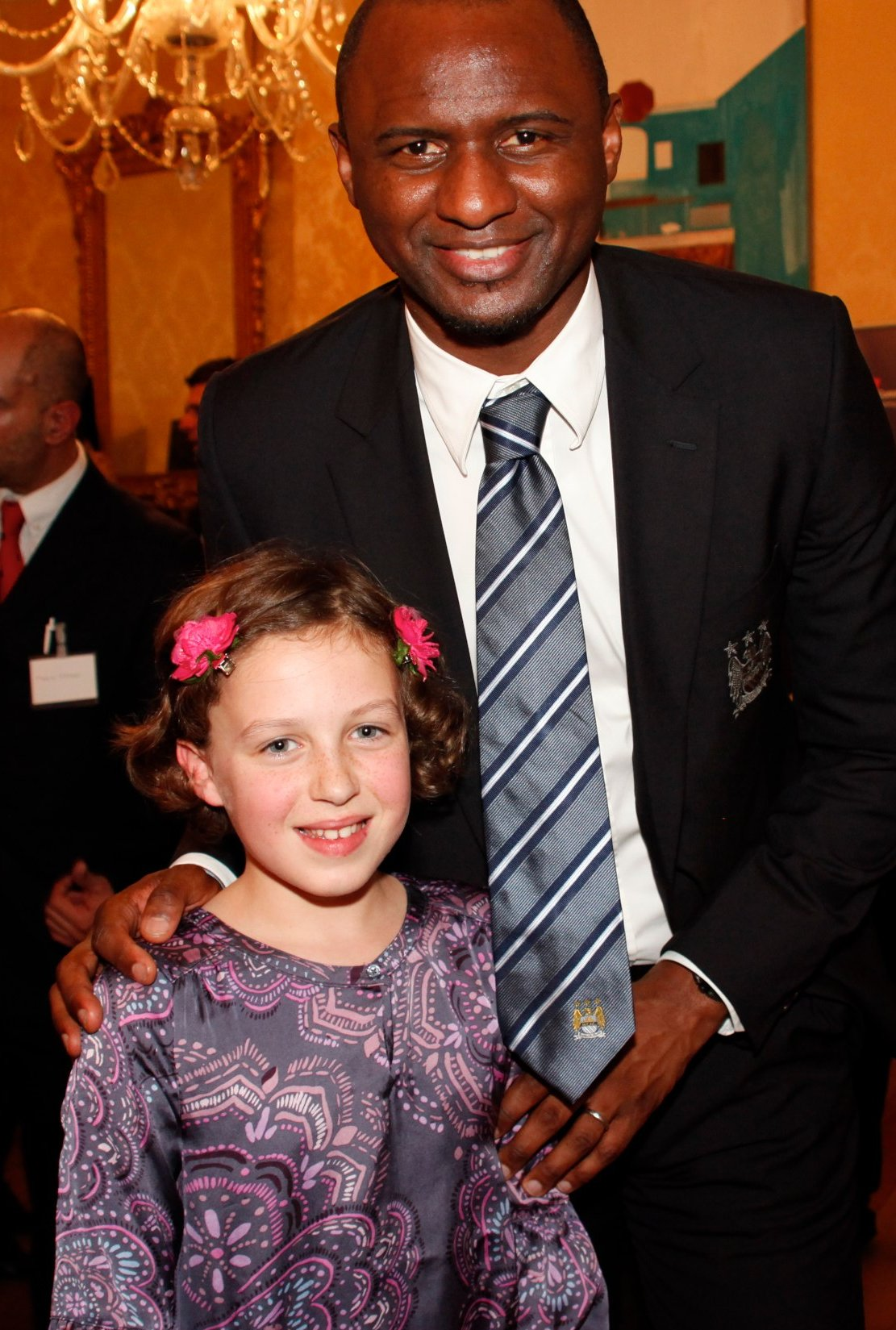
Vieira lors d'une soirée caritative en 2011.

En mai 2003, il se rend à Saly pour poser la première pierre de l'Institut Diambars, centre de formation créé par Bernard Lama et Jimmy Adjovi-Boco dont il est le parrain. L'objectif de cette association est d'utiliser la passion du foot pour promouvoir l'éducation auprès de la jeunesse. Cette association a créé deux instituts de foot de haut niveau l'un au Sénégal (Saly) et le second en Afrique du Sud en préparation du Mondial 2010.
En octobre 2009, Patrick Vieira est nommé Ambassadeur de bonne volonté de l'Organisation des Nations Unies pour l'alimentation et l'agriculture (FAO). Il aidera la FAO à sensibiliser le public au problème de la faim dans le monde. Vieira devient le troisième footballeur nommé ambassadeur de bonne volonté de la FAO après le Ballon d'Or italien Roberto Baggio et l'attaquant espagnol Raúl.
Il est invité en octobre 2023 au dîner d'Etat au château de Versailles pour la réception du roi Charles III (roi du Royaume-Uni) par le président de la République française Emmanuel Macron.

## Jeux vidéo
- Il figure sur la jaquette du jeu vidéo virtuel FIFA Football 2005[82].
- Il apparaît comme une icône légende dans le mode FIFA Ultimate Team à partir du jeu FIFA 14[83],[84].
- À partir de PES 2019, simulation du jeu de football japonais édité par Konami, il apparaît comme une icône légende jouable dans le mode myClub[85],[86].